# 2019

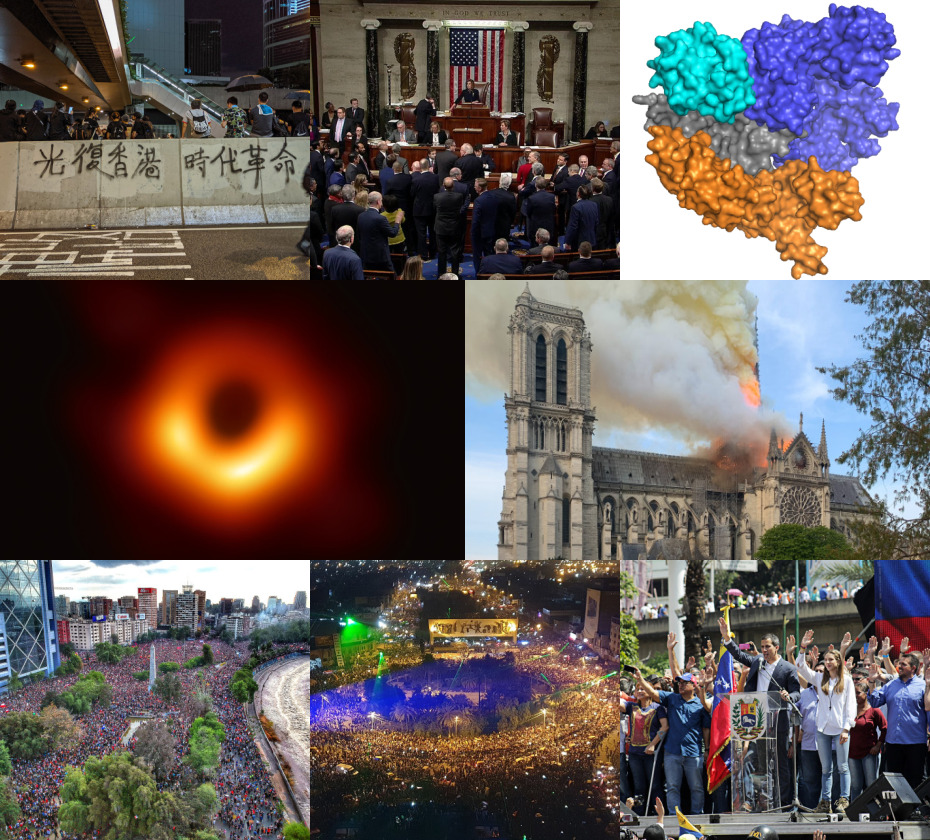
Desde arriba a la izquierda, en el sentido de las agujas del reloj: las protestas de Hong Kong se convierten en disturbios generalizados y desobediencia civil; la Cámara de Representantes vota para adoptar artículos de juicio político contra Donald Trump; Exhumación de Francisco Franco;la edición de genes CRISPR se usó por primera vez para tratar experimentalmente a un paciente con un trastorno genético; las protestas chilenas; el Event Horizon Telescope captura la primera imagen de un agujero negro; manifestantes en la plaza Tahrir durante las protestas en Irak de 2019-2021; el fuego destruye la aguja y el techo de la catedral de Notre Dame de Paris; una marcha de protesta contra Nicolás Maduro en Caracas convocada por Juan Guaidó, presidente interino de Venezuela.

2019 (MMXIX) fue un año común comenzado en martes en el calendario gregoriano. Fue también el número 2019 anno Dómini o de la designación de la Era Cristiana, además el décimo noveno año del tercer milenio y del siglo XXI, y el último del decenio de los Años 2010.
Fue el último año del siglo hasta la fecha en tener diferentes todos sus dígitos, algo que no volverá a ocurrir hasta 2031.
Este año estuvo marcado por grandes protestas en gran parte del mundo que se manifestaban en contra de la corrupción, injusticia en la distribución del ingreso, denuncias por elecciones manipuladas, el aumento del costo de vida y demandas por la libertad, entre otras causas. Algunos de los países que experimentaron estas protestas fueron Argelia, Bolivia, Chile, España, Ecuador, Irak, Hong Kong, Líbano, Sudán
, entre otros.
Se señala que 2019 fue el año en que se documentó el primer caso humano conocido de COVID-19, antes de la pandemia que se declaró al año siguiente. El año 2019 fue descrito como el "mejor año en la historia de la humanidad" hasta ese momento por varios periódicos y medios de comunicación, incluidos The New York Times y WNYC.
Fue designado como:
- El Año del Cerdo, según el horóscopo chino.
- El "Año internacional de la tabla periódica" de acuerdo a la IUPAC.[5][6]
- El "Año de la lucha contra la corrupción y la impunidad" de acuerdo con el gobierno de Perú.[7]
- El "Año del caudillo del sur, Emiliano Zapata" de acuerdo con el gobierno de México.[8]
- El "Año de Nasimí" de acuerdo con el gobierno de Azerbaiyán.[9]
- El "Año del Teatro" en Rusia.[10]
- El "Año internacional de las lenguas indígenas" de acuerdo con la ONU.[11]
- El "Año internacional de la moderación" de acuerdo con la ONU.[12]
- El "Año Internacional de la Tabla Periódica de los Elementos Químicos" de acuerdo con la ONU.[13]

## Acontecimientos

### Enero
- 1 de enero:

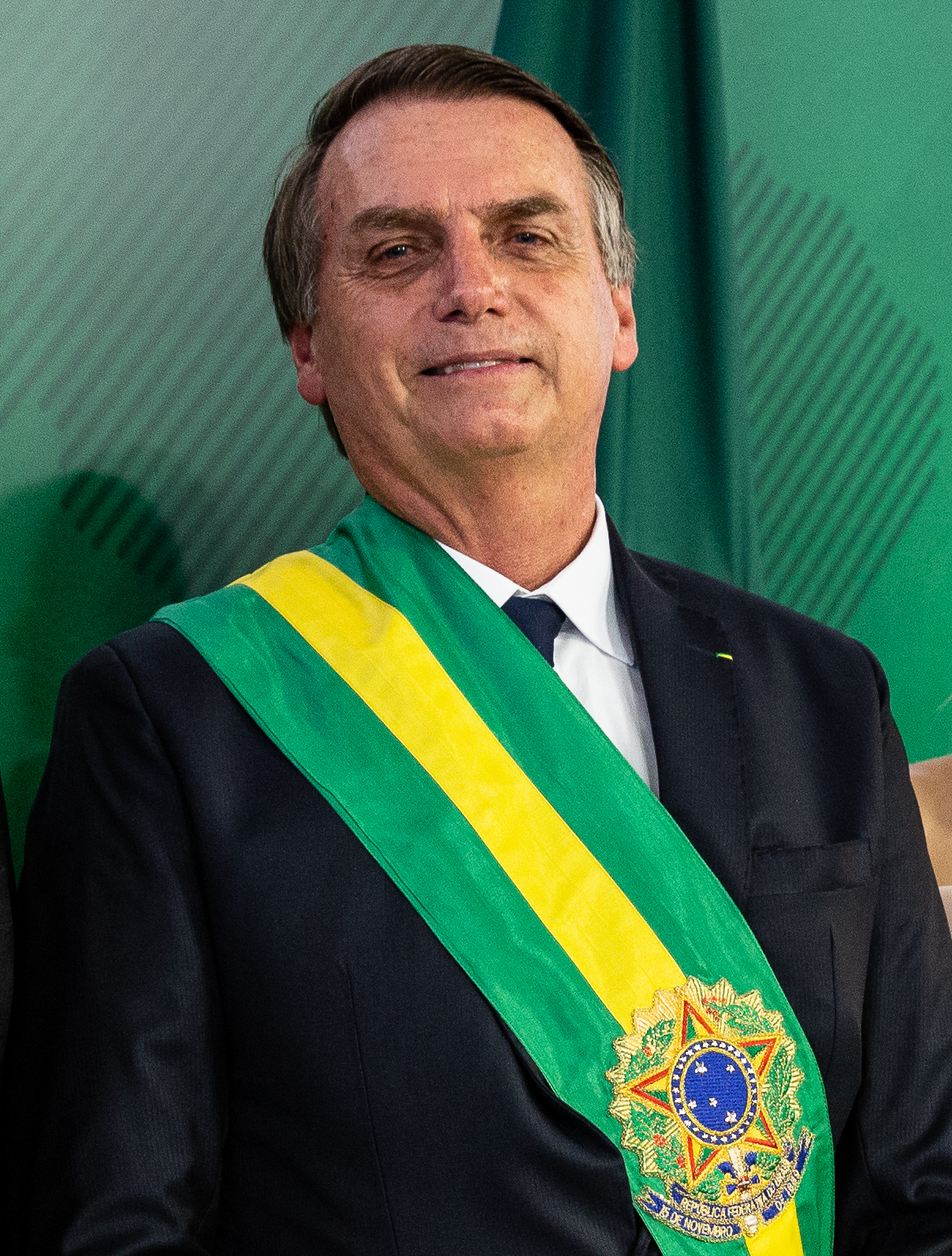
Jair Bolsonaro, Presidente de Brasil 2019-2022.

  - Dentro del marco de la guerra contra el terrorismo; Estados Unidos comienza el repliegue de sus tropas de Siria y Afganistán.[14]
  - En Brasilia, Jair Bolsonaro juró como Presidente de Brasil.
  - La sonda New Horizons sobrevuela 2014 MU69, el objeto celeste más alejado del sistema solar al que ha llegado una nave espacial.
  - En Hawái, muere el último individuo conocido de Achatinella apexfulva, "George", alegando la extinción de la especie.
- 2 de enero: un accidente ferroviario en Dinamarca causa 6 muertos y decenas de heridos.
- 3 de enero: China aluniza con éxito en la cara oculta de la Luna, con la sonda Chang'e 4.[15]
- 7 de enero: Supuesto intento de golpe de Estado en Gabón.[16]
- 8 de enero: en Perú, el Fiscal de la Nación, Pedro Chávarry, renuncia tras intentos de frenar las investigaciones por los casos "Lava Jato" y la organización delictiva "Los Cuellos Blancos", donde se hallaba involucrado.[17]

- 10 de enero:

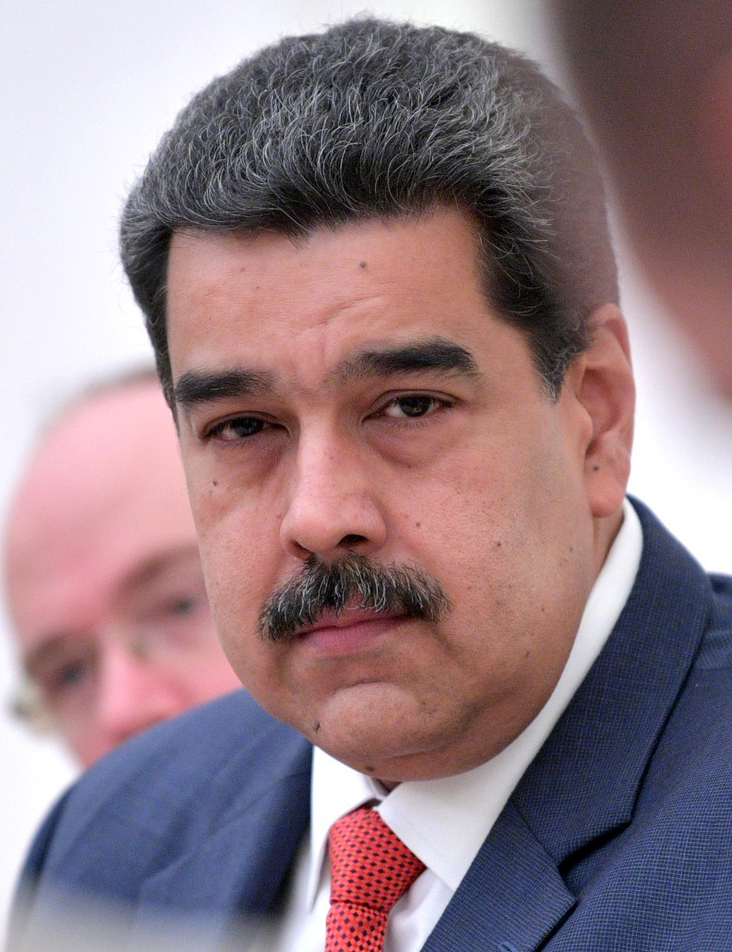
Nicolás Maduro, Presidente de Venezuela 2019-2025.

  - Nicolás Maduro asumió como presidente reelecto de Venezuela parcialmente reconocido por pocos países, luego de su victoria en las elecciones presidenciales de 2018.
  - El Presidente de Paraguay, Mario Abdo Benítez, rompe relaciones diplomáticas con Venezuela.[18]
  - La OEA aprueba una resolución que declara ilegítimo el gobierno de Venezuela.[19]
  - La Unión Europea, la OEA, el Grupo de Lima (a excepción de México), Jamaica, Bahamas, Haití, República Dominicana, Ecuador y Estados Unidos, entre otros, oficializan su desconocimiento, rechazo e ilegitimidad a la investidura de Nicolás Maduro como presidente de Venezuela.[20]
  - La joven Jayme Closs es encontrada con vida en el noroeste de Wisconsin, después de que sus padres fueran hallados muertos tras un secuestro que duró 3 meses.[21]

- 11 de enero:

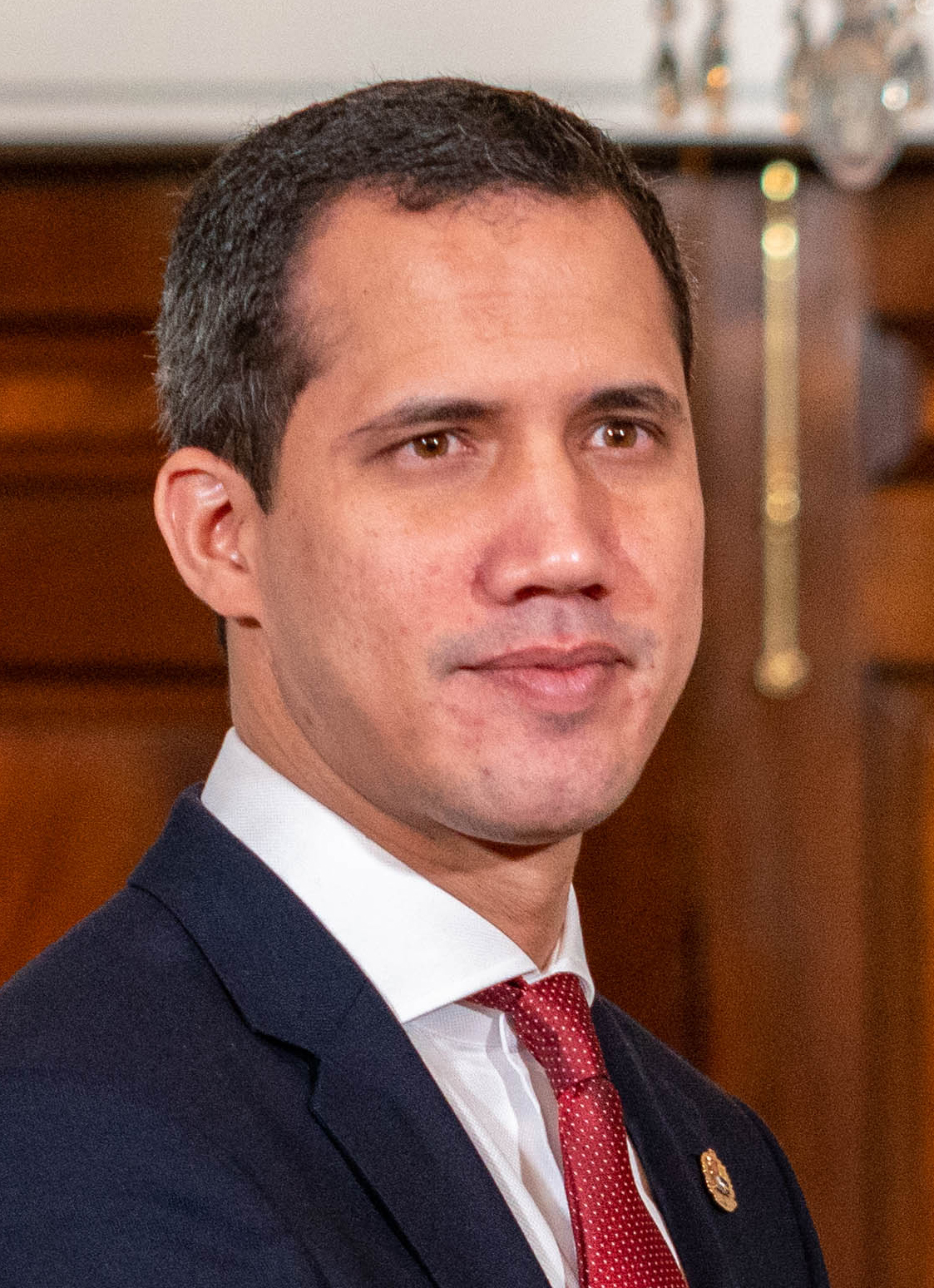
Juan Guaidó, Presidente encargado de Venezuela.

  - Juan Guaidó junto con la Asamblea Nacional de Venezuela promete asumir los roles de presidente convocando marcha nacional y apoyo de las Fuerzas Armadas, alegando ilegitimidad de segundo mandato de Nicolás Maduro.
  - China consigue que una semilla brote en la Luna por primera vez. Se trata de Gossypium barbadense (planta de algodón).[15]
- 13-26 de enero: Rescate del pequeño Julen en Totalán, Málaga, España.
- 13-18 de enero: en Lima se registra un aniego en el distrito de San Juan de Lurigancho debido a la rotura de una tubería troncal de desagüe; se contabilizaron unas 2000 personas damnificadas, obligando a actuar al Gobierno de Martín Vizcarra.[22]
- 15 de enero:
  - El Parlamento británico rechaza el acuerdo que el Gobierno de Theresa May alcanzó con la Unión Europea sobre el Brexit, llevando a que el líder de la oposición, el laborista Jeremy Corbyn presente una moción de censura contra la premier.[23]
  - En Nairobi se produce un atentado contra el lujoso Hotel Dusit, causando 14 muertos y decenas de heridos.[24]
- 16 de enero: en Manbij (Siria) un atentado contra una patrulla internacional causa 16 muertos, incluidos cuatro soldados de Estados Unidos.[25]
- 17 de enero:
  - En la Escuela General Santander, ubicada en Bogotá (Colombia), un coche bomba hace explosión, dejando un saldo de 21 muertos y 87 heridos.[26]
  - En la luna, el algodón a bordo del rover chino Chang'e-4 muere en su primera noche lunar, a causa de las temperaturas de 170 grados bajo cero.[15]
- 18 de enero: en México, un ducto de hidrocarburos de la paraestatal PEMEX en el Estado de Hidalgo explota a causa de la perforación indebida del mismo, dejando como saldo 137 muertos y 8 heridos.
- 19 de enero: un terremoto de 6,7 golpea Tongoy, en la región de Coquimbo en Chile, causando dos muertos y dejando a 200.000 personas sin electricidad. A pesar de su magnitud, solamente causó graves daños a La Serena, Coquimbo y otras ciudades cercanas.
- 20 de enero: se lanza el partido Comunes perteneciente al Frente Amplio de Chile, nacido desde la fusión de Poder Ciudadano e Izquierda Autónoma.
- 21 de enero:
  - Tiene lugar un eclipse lunar, visible en el Pacífico Sur y en América del Sur.
  - El futbolista argentino Emiliano Sala y un piloto de aviación desaparecieron en el Canal de la Mancha.[27]

Número de la Línea 3 del Metro de Santiago.

- 22 de enero: en Santiago de Chile se inaugura la Línea 3 del Metro de Santiago. Línea que fue construida entre 2013 y 2019 y que une Quilicura con La Reina a través de 18 estaciones en aproximadamente 37 minutos.
- 22-27 de enero: se realiza la XXXIV edición de la Jornada Mundial de la Juventud de la Iglesia católica en Panamá, siendo la tercera JMJ que tuvo lugar en América Latina.[28]
- 23 de enero:
  - Juan Guaidó juramentó como presidente interino de Venezuela desde un cabildo abierto en Caracas; la fecha fue elegida en conmemoración de los 61 años de la caída de la dictadura del militar Marcos Pérez Jiménez.[29]
  - Nicolás Maduro rompe relaciones diplomáticas con Estados Unidos.[30]
  - Ocurre una serie de restricciones y bloqueos en el proveedor de telecomunicaciones estatal CANTV proporcionado por el gobierno de Venezuela a YouTube, el buscador de Google, Wikipedia y las redes sociales “quedaron prácticamente sin conexión”, luego que usuarios reportaran que no pueden acceder a varios sitios web.[31]
  - Tiene lugar un sismo de 5.5 grados en la Mesa de los Santos, Santander (Colombia)[32]
  - El expresidente peruano Alberto Fujimori regresa a prisión luego de más de cien días de la anulación de su indulto.[33]
  - Angola despenaliza la homosexualidad.[34]
- 25 de enero:
  - Una represa de desechos de mineral se rompe en la ciudad de Brumadinho en el estado brasileño de Minas Gerais dejando como saldo preliminar 121 muertos y 226 desaparecidos.
  - Un accidente aéreo entre un helicóptero y una avioneta en los Alpes italianos deja un saldo de 7 muertos y 2 heridos.[35]
- 26 de enero: en España, hallan muerto al niño Julen Roselló, que había caído en un pozo de 107 metros de profundidad y 25 cm de diámetro luego de un colosal trabajo de excavación de 12 días.[36]
- 29 de enero: la Asamblea Nacional de Venezuela, en sesión ordinaria nombra a representantes diplomáticos de varios países de América, quienes representarían al gobierno interino de Juan Guaidó en el mundo.[37]
- 30 de enero: en México, el presidente Andrés Manuel López Obrador anunció el fin de la guerra contra el narcotráfico tras 12 años de conflicto armado.[38]
- 31 de enero: en Venezuela, 3 periodistas de la agencia EFE que se encontraban detenidos fueron puestos en libertad y con órdenes de deportación.

### Febrero
- 1 de febrero: 
  - En México se registra un sismo de 6.5 MW con epicentro en Chiapas, lográndose percibir en Guatemala y El Salvador, así como al sur y centrosur de México, sin dejar daños ni víctimas.
  - Una veintena de activistas independentista de la ANC irrumpen y atacan la sede de la Comisión Europea en Barcelona, para entregar una carta dirigida a Jean-Claude Juncker.[39]
- 3 de febrero: 
  - El papa Francisco viaja a la ciudad de Abu Dhabi, celebrando en el país una histórica Santa Misa.[40]
  - 3 de febrero: en El Salvador se celebraron las elecciones presidenciales, dando como ganador al candidato Nayib Bukele, del partido GANA, poniendo fin al bipartidismo que ARENA y el FMLN mantuvieron por 30 años en el país centroamericano.[41]
- 6 de febrero: en Estambul se colapsa un edificio que según los primeros informes se trata de una explosión de bomba, pero según los testigos del lugar el motivo fue la antigüedad del mismo. Dejó como saldo preliminar 14 muertos.[42][43]
- 7 de febrero: en Medellín, Colombia, es asesinado Legarda (cantante), por una bala perdida.
- 8 de febrero: en Brasil, alrededor de las (7:00 horas UTC-4) tiempo local, se registra un incendio en el centro de entrenamientos del equipo de Flamengo que deja un saldo de al menos 10 personas muertas.[44]
- 9 de febrero: en Perú el presidente Martín Vizcarra declaró en estado de emergencia por 60 días diversos distritos de las regiones de Arequipa, Moquegua, Pasco, Áncash, La Libertad y Lima, tras haber sufrido de deslizamientos e inundaciones luego de intensas lluvias y fuertes granizadas.[45]
- 10 de febrero: 
  - Nicolás Maduro envía a 700 policías de las Fuerzas de Acciones Especiales (FAES) a la frontera con Colombia con el fin de impedir ayuda humanitaria de los Estados Unidos.
  - En Yemen la justicia ejecutó con un fusilamiento a Wadah Refat y Mohamed Khaled, de 28 y 31 años por secuestrar, violar y asesinar a un niño de 12 años y a otro de 8 años.[46]
- 12 de febrero: 
  - En Brooklyn (Estados Unidos) termina el juicio en contra del Chapo Guzmán, en el cual es declarado culpable por sus 10 cargos de narcotráfico y es condenado a cadena perpetua.[47]
  - En el Tribunal Supremo de España comienza el juicio a los líderes del proceso independentista catalán con las alegaciones de las defensas sobre las posibles violaciones de los derechos fundamentales sobre los acusados.[48]
  - En Stoke-on-Trent, Reino Unido, fallece a los 81 años el portero de fútbol Gordon Banks, autor de la tapada del siglo (la cual se la tapó a Pelé) en el Mundial de México 1970.
- 16 de febrero: 
  - En Cuba, las Fuerzas Armadas Revolucionarias respaldan a Nicolás Maduro ante la amenaza de Estados Unidos de preparar una acción militar contra Venezuela en favor de Juan Guaidó.
  - El gobierno de Martín Vizcarra declaró en emergencia por 60 días a 183 distritos de las regiones de Tumbes, Piura, Lambayeque, Cajamarca y La Libertad por inundaciones en el norte del país.[49]
- 19 de febrero: en Galápagos, Ecuador, se halla una hembra de tortuga que se creía extinta desde 1906. Se trata de Chelonoidis Phantasticus.[50]
- 22 de febrero: 
  - Un terremoto de 7,5 Mw, otro de 6,0 Mw y otro de 5,9 Mw sacuden fuertemente a Ecuador, sin dejar daños mayores ni víctimas que lamentar.[51]
  - Se realizan en la frontera colombo venezolana los conciertos Venezuela Aid Live y Hands Off Venezuela.[52][53][54]
- 23 de febrero:
  - Se realiza el primer intento infructuoso del ingreso de la ayuda humanitaria internacional en Venezuela desde varios puntos fronterizos del país, principalmente desde Cúcuta en Colombia hacia San Antonio del Táchira, Tienditas y Ureña; y desde Pacaraima en Brasil hacia Santa Elena de Uairén. Acción previamente anunciada por el parcialmente reconocido presidente interino de Venezuela, Juan Guaidó.[55]
  - Se realizan las elecciones generales en Nigeria por el periodo 2019-2023, resultando reelecto Muhammadu Buhari.
- 24 de febrero: se realizó el referéndum constitucional de Cuba de 2019,[56] declarado ilegítimo por la Secretaría General de la Organización de Estados Americanos (OEA).
- 25 de febrero: Un terremoto de 4,9 sacude la ciudad china de Zigong dejando 2 muertos y varios heridos.
- 26 de febrero: en Venezuela, un equipo periodístico de la cadena estadounidense Univision es retenido en el Palacio de Miraflores, siendo más tarde puesto en libertad.[57][58][59]
- 27 de febrero: en Australia, George Pell, cardenal y prefecto de la Secretaría de Economía de la Santa Sede, quien había sido miembro del Consejo de Cardenales, es detenido y enviado a prisión tras ser declarado culpable de abuso sexual infantil.[60]

### Marzo

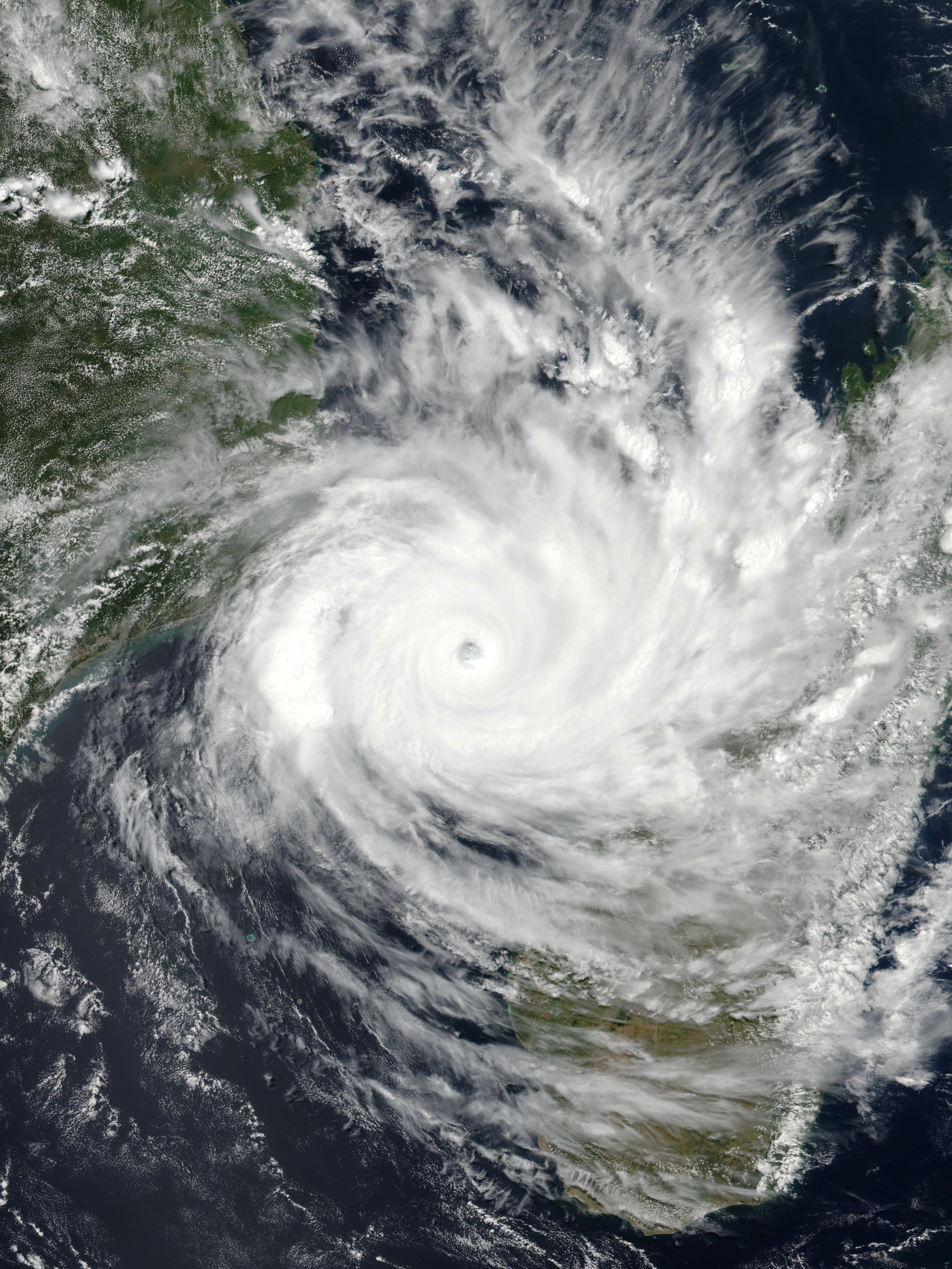
Ciclón Idai, uno de los ciclones tropicales más desastrosos de África, con un total 1,303 personas que perdieron la vida entre Mozambique y Zimbabue

- 7 de marzo: desde las 16:53 hora local (GMT-4) se registra un apagón a nivel nacional en Venezuela.[61]
- 8 de marzo: estreno mundial de Capitana Marvel como elogio y conmemoración del Día Internacional de la Mujer.
- 10 de marzo: un avión Boeing 737 de la compañía Ethiopian Airlines se estrella cerca de Adís Abeba pereciendo sus 157 ocupantes.[62]
- 11 de marzo:
  - Se conmemoran 15 años de los atentados del 11 de marzo de 2004 en España perpetrados por Al Qaeda.[63]
  - El actor de telenovelas y series, y director de cine peruano Salvador del Solar es designado primer ministro del Perú.[64]
- 12 de marzo: en México se rompe récord de calor en el mes de marzo, con 31.4 grados Celsius.
- 13 de marzo: se reporta la caída a nivel mundial de las redes sociales de Facebook, Instagram y WhatsApp, los servidores se restablecieron en la noche.
- 15 de marzo: 
  - 51 personas mueren y otras 49 resultan heridas en los atentados terroristas contra dos mezquitas en Christchurch, Nueva Zelanda.[65][66]
  - El ciclón Idai tocó tierra en Mozambique, causando al menos 1,303 personas muertas y 110.000 desplazados, además de inundaciones masivas y cortes de energía en el sur de África.[67]
- 17 de marzo: Un terremoto de 5,6 sacude la isla de Lombok en Indonesia dejando 6 muertos y 200 heridos.
- 18 de marzo:
  - Se cumplen 100 años de la fundación del Valencia Club de Fútbol.
  - En México, alrededor ode las (21:38 horas UTC-6) se registra una fuerte explosión en el volcán Popocatépetl, una de las más fuertes desde que entró en etapa eruptiva en 1994. No provocó ningún tipo de daños.[68]
- 19 de marzo: en Kazajistán, Nursultán Nazarbáyev dimite a la presidencia tras casi 30 años en el poder.[69]
- 20 de marzo: finaliza la compra de 21st Century Fox por parte de The Walt Disney Company por 71 300 millones de dólares, creando como resultado a Fox Corporation, la cual comenzó a cotizar en el S&P 500.
- 21 de marzo:
  - Ocurre una explosión en una planta química en Xiangshui, China dejando al menos 78 personas muertas y 600 heridos. Su poderoso impacto provocó un terremoto artificial.[70]
  - En Sao Paulo es detenido el expresidente Michel Temer por escándalos de corrupción convirtiéndose en el segundo en la historia de Brasil con apenas un año del arresto de Luiz Inácio Lula da Silva.[71]
  - La ciudad de Astaná (capital de Kazajistán), es renombrada como Nursultán en honor al expresidente Nursultán Nazarbáyev, un día después de presentar su renuncia.[72]
- 22 de marzo: se realiza un encuentro entre los mandatarios de Sudamérica, siendo confirmada la asistencia de los presidentes de Argentina, Brasil, Colombia, Ecuador, Paraguay y Perú.[73]
- 24 de marzo: el heredero al trono británico Carlos de Gales junto a su esposa Camila de Cornualles visitan La Habana, Cuba, convirtiéndose en los primeros miembros de la familia real británica en visitar dicho país.
- 25 de marzo: desde las 21:46 hora local (GMT-4) se registra un segundo apagón a nivel nacional en Venezuela tras el apagón del 7 de marzo.
- 26 de marzo: el Parlamento Europeo aprueba la Directiva sobre los derechos de autor en el mercado único digital.
- 27 de marzo: en Guatemala, un vehículo de carga pesada atropella un colectivo de peatones en la vía pública dejando al menos 19 fallecidos y 19 heridos.
- 28 de marzo: en México, el CENAPRED cambia la alerta volcánica del volcán Popocatépelt de amarillo fase 2 a amarillo fase 3.[74]
- 31 de marzo: en San Martín de Porres (Lima) un incendio de un bus deja 20 personas muertas y 22 heridos.[75][76]
- 31 de marzo: Racing Club conquista el Campeonato de Primera División temporada 2018/2019 con una fecha de anticipación (Superliga Argentina de Fútbol).

### Abril
- 2 de abril: Abdelaziz Bouteflika dimitió como presidente de Argelia tras 20 años de mandato. Abdelkader Bensalah asume la presidencia de forma interina.[77]
- 4 de abril: tiroteo entre policías y asaltantes en un robo frustrado a dos bancos en el municipio de Guararema, Brasil deja 11 muertos.[78][79]
- 6 de abril: en el partido de Liga MX entre Cruz Azul y Querétaro, el jugador Milton Caraglio en el minuto 64 anota el gol número 10,000 en la historia del Estadio Azteca, uno de los más emblemáticos del mundo.
- 7 de abril: las fuerzas rebeldes del mariscal Hafter avanzan hacia Trípoli. Lo combates dejan una treintena de muertos.[80]
- 9 de abril: Benjamin Netanyahu es reelecto primer ministro de Israel en las elecciones parlamentarias.

- 10 de abril:

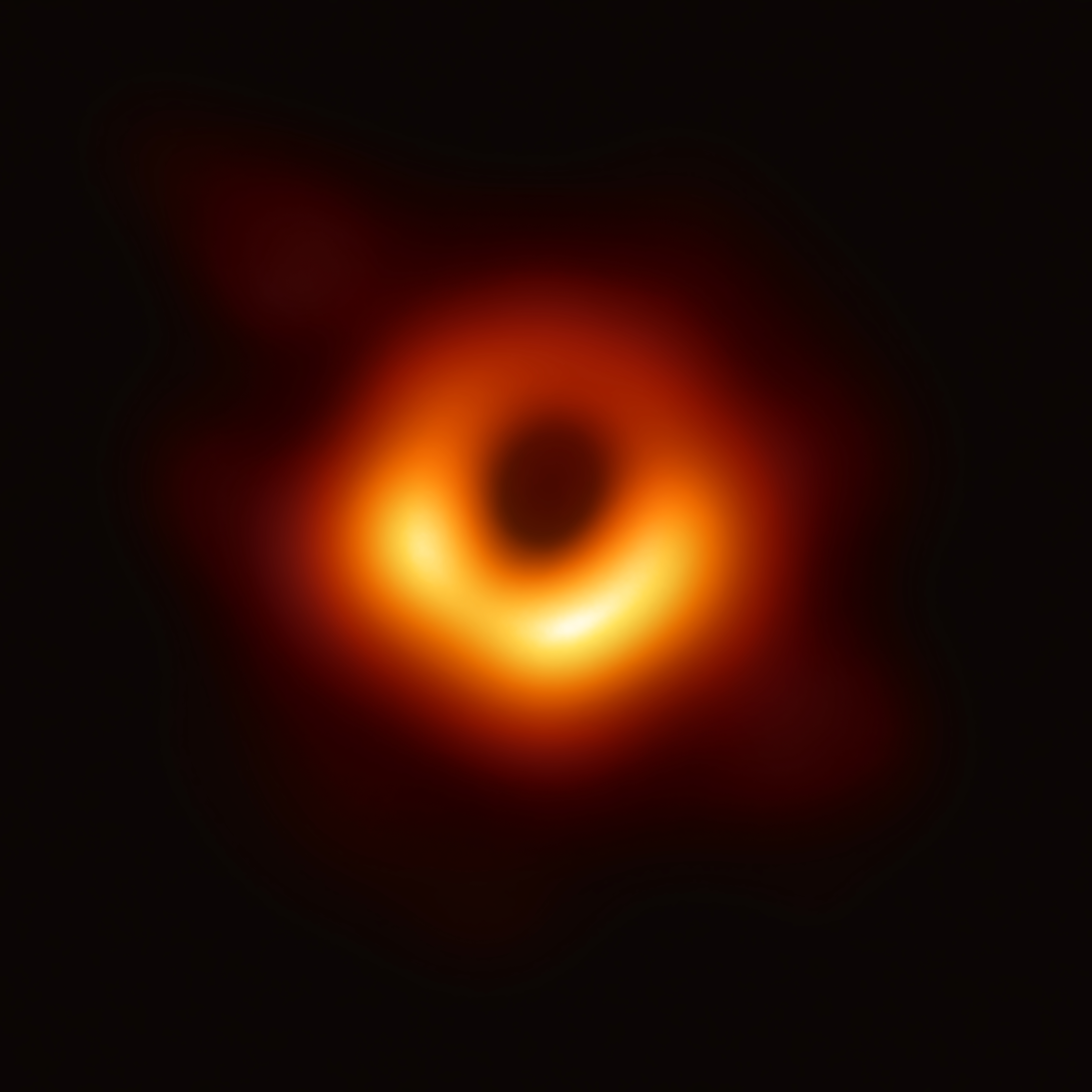
Primera imagen real de un agujero negro. Ubicado en el centro de la Galaxia M87.

  - Cuba proclama su nueva Constitución.
  - Lanzamiento del Falcon Heavy de SpaceX en Florida, EE. UU.
  - El consorcio internacional Event Horizon Telescope presentó la primera imagen jamás capturada de un agujero negro supermasivo ubicado en el centro de la galaxia Virgo A.
- 11 de abril:
  - El fundador de WikiLeaks, Julian Assange es arrestado en la embajada de Ecuador en Londres tras serle retirado el asilo y obteniendo Scotland Yard el permiso para ingresar en la Embajada.[81]
  - En Sudán, el presidente Omar Hasán Ahmad al Bashir es depuesto a consecuencia de un Golpe de Estado tras permanecer casi 30 años en el poder.[82]
  - La sonda espacial Beresheet diseñada por SpaceIL explota a menos de 6 kilómetros de la luna, fallando el intento de Israel de ser el cuarto país en mandar una sonda a la Luna.
- 12 de abril: Brasil, dos edificios se desploman en Muzema, comunidad en la Zona Oeste de Río de Janeiro, dejando al menos 20 muertos y 4 desaparecidos.[83]

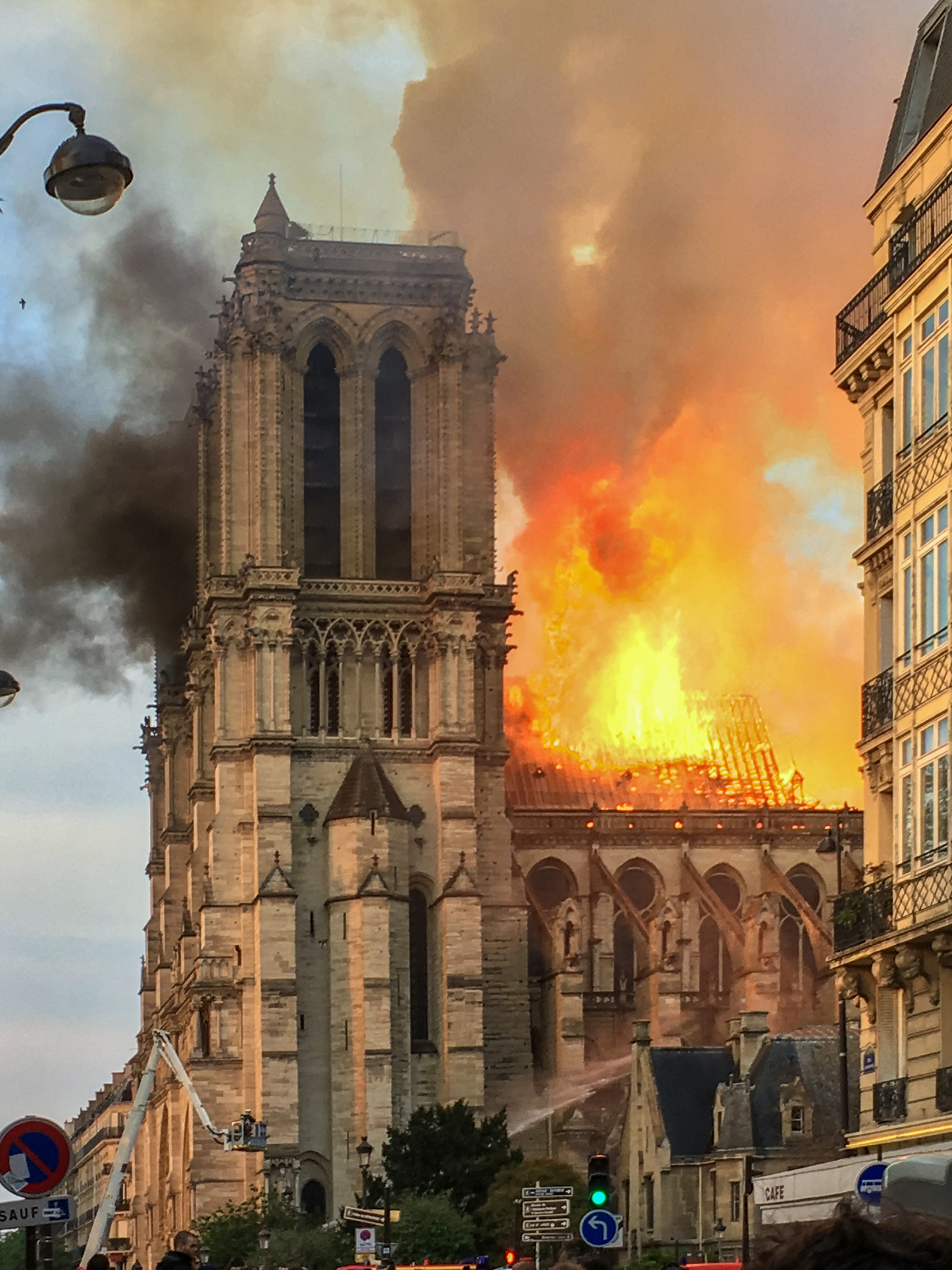
Incendio de la catedral de Notre Dame en 2019.

- 14 de abril: se reporta por segunda vez la caída de Facebook, WhatsApp e Instagram a nivel mundial especialmente en Europa y Asia.
- 15 de abril: en París, Francia, se incendia la catedral de Notre Dame, quedando su techo destruido.
- 16 de abril: en la ciudad de Puerto Montt, sur de Chile, una avioneta cae sobre una vivienda dejando seis muertos, el piloto y cinco pasajeros.
- 17 de abril:
  - En Lima, el expresidente Alan García muere tras dispararse un tiro en la cabeza al ser detenido en su domicilio por el Caso Odebrecht.[84]
  - Un accidente de autobús deja al menos 29 personas muertas en la isla de Madeira, Portugal.[85]
- 18 de abril: Un terremoto de 6,1 sacude el condado de Hualien en Taiwán.
- 19 de abril:
  - En Lima, el expresidente Pedro Pablo Kuczynski es sentenciado a 36 meses de prisión preventiva debido al Caso Odebrecht. Dicha orden fue luego revocada a arresto domiciliario tras su avanzada edad y presentar problemas cardíacos.[86][87]
  - En Lima, se produce, luego de 17 años, un segundo incendio en el centro comercial de Mesa Redonda, ocasionando su cierre durante tres semanas.
  - En conmemoración del Jueves Santo, el papa Francisco lava y besa los pies a 12 reclusos de una cárcel en el sur de Roma, Italia, siendo su quinta vez como cabeza de la Iglesia Católica.
- 20 de abril: en Veracruz (México) un tiroteo en medio de una fiesta familiar deja al menos 13 muertos y 4 heridos.
- 21 de abril:
  - En Sri Lanka se suceden varios atentados con explosiones suicidas en iglesias cristianas y hoteles durante las fiestas de Pascua, causando 253 muertos y más de 500 heridos.
  - El actor y comediante Volodímir Zelenski, es electo como sexto presidente de Ucrania.
  - En Cauca (Colombia), un deslizamiento de tierra provocado por las fuertes lluvias dejó 32 muertos y varios heridos.
- 22 de abril: un terremoto de 6,1 sacude el centro de Manila (Filipinas) dejando 21 muertos.[88]
- 23 de abril: en Aguas Zarcas, Costa Rica, a las 21:09 hora local (15:09 UTC) cae un meteorito con millones de años de antigüedad.[89]
  - Un terremoto de 6,5 sacude Filipinas hiriendo a 48 personas y dañando 245 viviendas.
- 28 de abrilː en España, se celebran:
  - Las elecciones generales anticipadas tras no aprobarse los presupuestos de Estado.[90]
  - Las elecciones autonómicas en la Comunidad Valenciana.[91]
- 30 de abrilː
  - En Argentina, una multitudinaria manifestación presenta una huelga de 24 horas contra las políticas del presidente Mauricio Macri, en el marco de una fuerte crisis económica y política.
  - En Japón, el emperador Akihito abdica al trono de Crisantemo siendo la primera dimisión en más de 200 años.[92]
  - En Venezuela, se lleva a cabo la Operación Libertad, un levantamiento cívico-militar para derrocar del poder a Nicolás Maduro, liderado por el presidente interino Juan Guaidó.[93]
  - En La Paz (Bolivia) se ha registrado un deslizamiento que destruyó más de 60 casas, causando múltiples daños y danmificados.

### Mayo
- 1 de mayo: el príncipe Naruhito es investido con los Tres Tesoros Sagrados de la familia imperial, convirtiéndose en el 126.° emperador de Japón.
- 3 de mayo: 
  - En Chile un tiroteo en un colegio en Puerto Montt deja un herido grave y otros cinco leves.
- 5 de mayo:
  - En Rusia, una aeronave Superjet 100 de la línea Aeroflot -que había despegado del aeropuerto de Moscú rumbo a Murmansk- se incendió desde su interior, dejando un saldo de 41 muertos.
  - En México, un avión privado proveniente de Las Vegas con rumbo a Monterrey se estrella a 239 kilómetros de la ciudad de Monclova, dejando un saldo de 13 muertos.
  - En Panamá, se celebran las elecciones presidenciales, siendo electo Laurentino Cortizo con 33.7% sobre Rómulo Roux.[94]
- 7 de mayo:
  - En Puebla, México, el CENAPRED baja la alerta vólcanica del vólcan Popocatépetl de amarillo fase 3 a fase 2, luego de que presentara una baja en su actividad vólcanica en los últimos días.[95]
  - En Denver, Colorado un tiroteo con arma de fuego en una escuela privada deja al menos 1 muerto y 8 heridos, hay dos detenidos.[96]
- 9 de mayo: en Brasil, Michel Temer es detenido por segunda vez debido al Caso Odebrecht, siendo liberado cinco días después para continuar proceso en investigación domiciliaria.
- 10 de mayo: en Bogotá, Colombia se registró una fuerte explosión en un local de ventas de pólvora dejando al menos 4 muertos y 29 personas heridas.[97]
- 12 de mayo:
  - Un terremoto de magnitud 6,3 grados en la escala de Richter sacude fuertemente el occidente de Panamá y Costa Rica.
  - Primera vuelta de las Elecciones presidenciales de Lituania de 2019.
- 15 de mayo: Perú, Colombia y Ecuador firman TLC con el Reino Unido tras la salida de este de la Unión Europea.[98]
- 17 de mayo: Noruega acepta tener un papel mediador para el establecimiento de un diálogo político entre representantes de Nicolás Maduro y Juan Guaidó.
- 18 de mayo: Se celebra en Tel Aviv la 64.ª edición del Festival de la Canción de Eurovisión.
- 19 de mayo: la empresa estadounidense Google suspendió relaciones comerciales con Huawei, luego de que el gobierno la incluyera dentro de la lista negra comercial.[99]
- 20 de mayo:
  - El kilogramo pasa a depender exclusivamente de la constante de Planck.
  - En Ucrania, Volodímir Zelenski asume como presidente y anuncia la disolución total de la Rada Suprema.
  - Fallece el expiloto y empresario austríaco Niki Lauda.
  - una ola de calor golpea en India y Pakistán y continúa durante todo junio, causando al menos 184 muertes.
- 23 de mayo: comienza la 22.ª edición de la Copa Mundial de Fútbol Sub-20 de 2019 en Polonia.
- 23-26 de mayo: en la Unión Europea, se realizan las Elecciones al Parlamento Europeo por el periodo 2019-2024.
- 24 de mayo
  - En Francia, en una calle peatonal de Lyon, una explosión deja al menos 13 heridos leves.
  - En Venezuela, Motín de Acarigua, iniciada después de que Wilfredo Ramos fuera asesinado luego de diez días de protestas para pedir visitas familiares. Al menos 29 prisioneros murieron durante el motín.
- 25 de mayo: en Sevilla, en el estadio Benito Villamarín, el Valencia Club de Fútbol alza su 8.ª Copa del Rey en su centenario, tras los goles de Kevin Gameiro y Rodrigo Moreno imponiéndose al FC Barcelona por 2-1.
- 26 de mayo:
  - En España se celebran elecciones autonómicas en 12 comunidades autónomas.
  - En Perú, se registra un fuerte terremoto de 8,0 dejando un saldo de 2 muertos.
  - Segunda vuelta de las Elecciones presidenciales en lituania en 2019.
- 29 de mayo: en Budapest -capital de Hungría- el naufragio de un barco turístico con rumbo al Danubio deja siete muertos y doce desaparecidos.
- 30-31 de mayo: en Chile, un tornado arrasa la ciudad de Los Ángeles, en la Región del Biobío; luego, 24 horas después, una tromba marina causó daños severos en las ciudades de Concepción, Hualpén y Talcahuano.
- 30 de mayo: en El Salvador, a las 03:03 (hora local), cerca de la costa de La Libertad, se registra un sismo de 6.8 de magnitud.
- 31 de mayo:
  - En Virginia Beach, un tiroteo con arma de fuego en un edificio municipal deja 13 muertos y 4 personas heridas.
  - Incendio en la Embajada de Estados Unidos en Honduras como muestra de una multitudinaria protesta hacia las reformas de educación y salud.

### Junio
- 1 de junio:

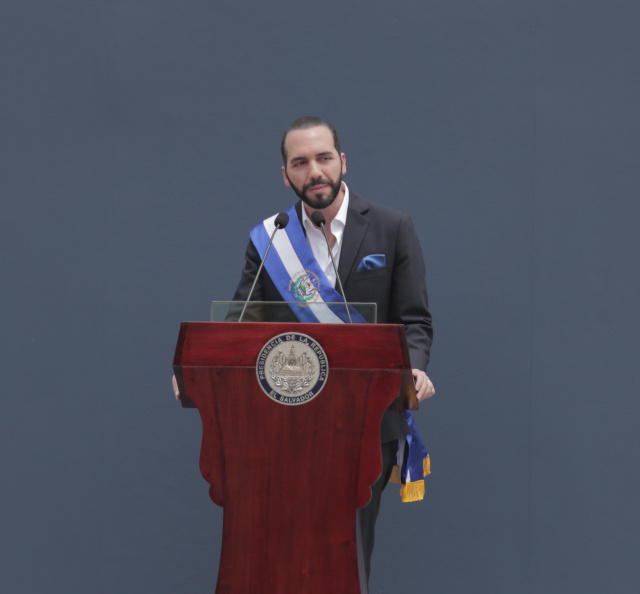
Nayib Bukele asume por primera vez la presidencia.

  - En Madrid el Liverpool FC conquista su sexta UEFA Champions League.
  - En San Salvador, Nayib Bukele juró como presidente de El Salvador para el periodo 2019-2024.
- 4 de junio: en el Aeropuerto Internacional de Los Ángeles, Los Ángeles, California es detenido el líder de la iglesia La luz del mundo Naasón Merarí Joaquín García acusado por presunto abuso sexual infantil, tráfico de personas, pornografía infantil y otros delitos.
- 6 de junio: inicio de las Eliminatorias Asiáticas a Catar 2022.
- 6 de Junio: Gravísimo accidente de tránsito en la zona Achumani (Zona Sur de La Paz - Bolivia), por la tarde. Donde una volqueta impactó contra otros 9 vehículos dejando 3 muertos y 8 heridos.
- 7 de junio: inicio de la Copa Mundial Femenina de Fútbol de 2019 celebrada en Francia
- 9 de junio:
  - En Hong Kong, protestas contra de la legislación propuesta sobre la extradición de personas a China continental, siendo la protesta más grande desde la entrega Reino Unido de 1997.[100]
  - En Kazajistán se llevan a cabo elecciones generales, siendo confirmado en el cargo de presidente Kasim-Yomart Tokaev.
  - En Madagascar, Estampida de Antananarivo, durante la celebración del 59.º aniversario de la independencia del país. Al menos 16 personas fallecieron y otras 82 resultaron heridas.
- 12 de junio:
  - En Cuautla, México, se produce un accidente donde un tráiler arrolla y cobra la vida de varias personas y otras más resultan heridas. Posteriormente se produce un incendio de automóviles en el norte de la ciudad.
  - En Ecuador, la Corte Constitucional dio paso al matrimonio civil entre personas del mismo sexo.
- 14 de junio: inauguración de la 46.ª edición de la Copa América 2019 en Brasil.
- 15 de junio: en Łódź, Polonia, finaliza la Copa Mundial de Fútbol Sub-20 de 2019 donde la selección de Ucrania se consagra campeón del mundo por primera vez en esta categoría al vencer por 3-1 a Corea del Sur.
  - En Nueva Zelanda, un sismo de 7.2 sacude el norte del país.
  - En la Catedral de Notre Dame se lleva a cabo la primera misa oficial tras el incendio de 2019.
- 16 de junio:
  - Sandra Torres y Alejandro Giammattei pasan a segunda vuelta electoral luego de las elecciones generales de Guatemala.
  - Se celebran elecciones legislativas en Guatemala.
  - En América del Sur, ocurre un apagón eléctrico afectando gran parte de Argentina y Uruguay.
- 17 de junio: 
  - El Rey Felipe VI de España es condecorado por la Reina Isabel II con la máxima distinción del Reino Unido, la Orden de la Jarretera.[101]
  - Un terremoto de 5,8 sacude la provincia de Sichuan dejando 13 muertos y más de 200 heridos.
- 18 de junio: un terremoto de 6,4 sacude el noroeste de Japón dejando 26 heridos leves.
- 19-21 de junio: en Venezuela, arriba la Alta Comisionada de la ONU, Michelle Bachelet.
- 19 de junio: 
  - fallece el expresidente egipcio Mohamed Morsi.
  - en Perú, el Ejército Nacional viste mandiles rosados en promoción de la igualdad.
- 20 de junio:
  - Irán derriba un avión no tripulado de Estados Unidos cerca del estrecho de Ormuz.
  - Andrés Manuel López Obrador y Nayib Bukele lanzan un Plan Integral de Desarrollo para Centroamérica.
- 21 de junio: explosión en una refinería de gas en Filadelfia.
- 22 de junio: se celebran las Elecciones presidenciales en Mauritania, resultando elegido Mohamed Uld Ghazouani.[102]
- 25 de junio: en Perú, caída de tres comandos militares abatidos en una lucha contra Sendero Luminoso.
- 26 de junio: en España, es detenido un militar brasileño por portar 39 kilos de cocaína. El militar viajaba en la tripulación aérea del presidente Jair Bolsonaro.
- 28 de junio: 100 años de la firma del Tratado de Versalles.
- Se cumplen 10 años del Golpe de Estado de Honduras de 2009 contra el expresidente Mel Zelaya
- 30 de junio:
  - La ceremonia de apertura de la 43.ª sesión del Comité del Patrimonio Mundial de la UNESCO en Bakú (Azerbaiyán).[103]
  - Se celebran elecciones internas en Uruguay.

### Julio
- 1 de julio:

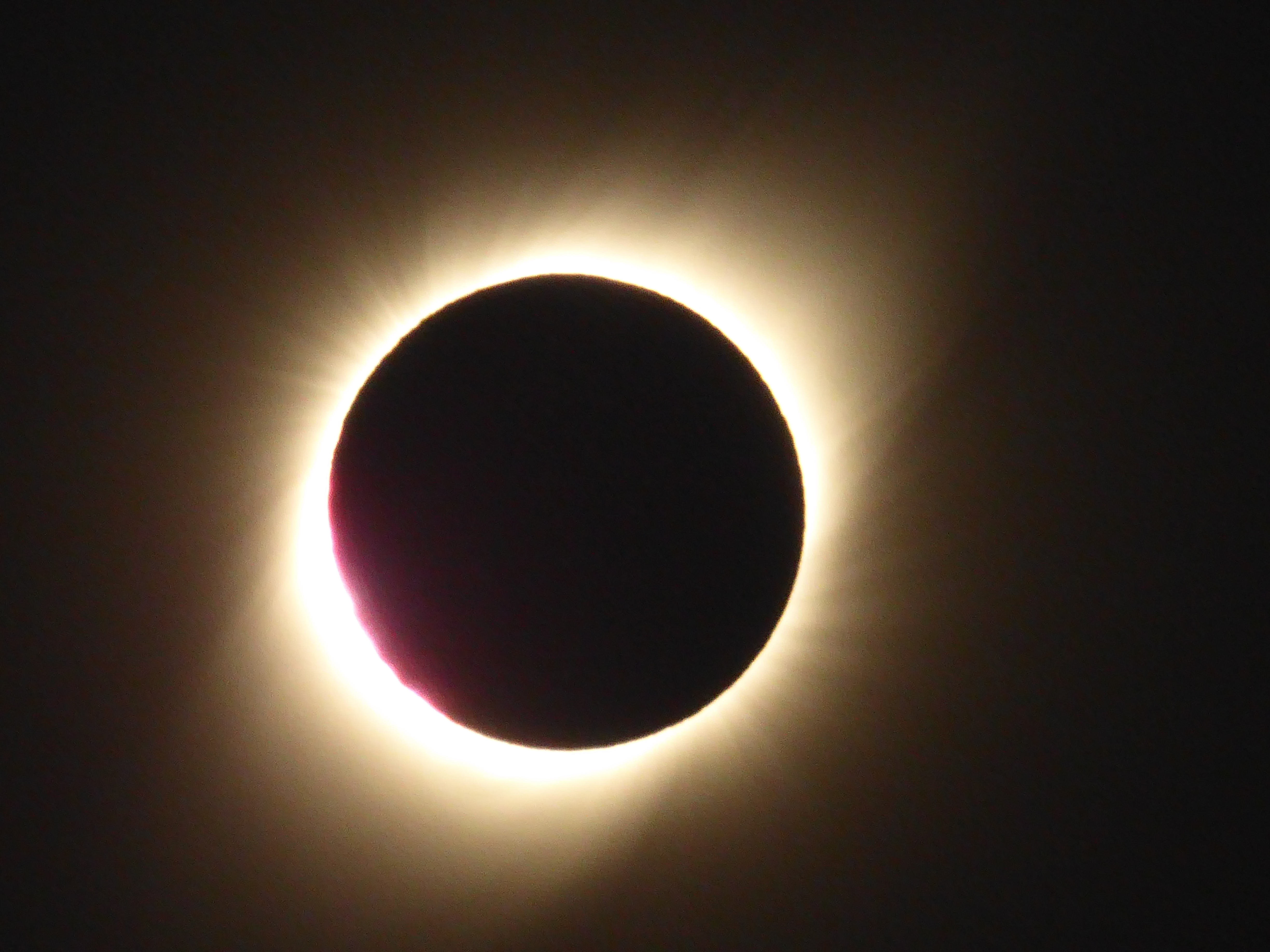
Eclipse de sol del 2 de julio de 2019, imagen tomada desde La Serena, Chile

  - En Ciudad de Panamá, Laurentino Cortizo jura como presidente de Panamá para el periodo 2019-2024.
  - En Ciudad de México, se inicia los trabajos de mantenimento mayor al Tren Ligero de la Ciudad de México en el tramo Estadio Azteca-Tasqueña, siendo la primera vez desde su inauguración en 1986, que se realiza un mantenimiento de estas proporciones.[104]
  - En la provincia de Tucumán, Argentina, se produce un accidente vial que deja un saldo de 15 muertos y más de 40 heridos.[105]
  - Japón anuncia el endurecimiento de las exportaciones de alta tecnología a Corea del Sur, vigente el 4 de julio, lo que desencadenó la guerra comercial entre los dos países.[106]
- 2 de julio:
  - Eclipse solar total visible en el Pacífico Sur y Argentina.
  - El estudiante venezolano Rufo Chacón recibe un disparo de perdigones a quemarropa en la cara por dos efectivos de Politáchira durante una protesta por falta de gas doméstico en la autopista La Fría, en San Cristóbal. Chacón perdió ambos ojos como consecuencia.[107]
- 3 de julio: se reporta la caída de WhatsApp, Facebook e Instagram por tercera vez a nivel mundial.
- 4 de julio: Un terremoto de 6,4 sacude el sur de California sin dejar víctimas fatales.
- 5 de julio: se registra un terremoto de 7,1 en el sur de California, percibiéndose en Bakersfield, Fresno, San Bernardino, Los Ángeles, Sacramento, San Diego, y Las Vegas, incluso en ciudades lejanas como Tijuana, Ensenada y Mexicali en México.[108]
- 7 de julio:
  - En Chicago, Estados Unidos, finaliza la Copa de Oro de la Concacaf 2019 donde México es campeón por undécima ocasión al vencer con un gol solitario de Jonathan Dos Santos a Estados Unidos.
  - En Río de Janeiro, Brasil, finaliza la Copa América 2019 donde la selección local de Brasil se consagra campeona de América por novena vez venciendo en la final a la selección de Perú por 3-1.
  - En Lyon, (Francia) finaliza la Copa Mundial Femenina de Fútbol de 2019 donde la selección de los Estados Unidos se consagra campeona tras derrotar a la selección de los Países Bajos por 2-0.
- 9 de julio: Un terremoto de 5,6 sacude la provincia de Cotabato en Filipinas dejando 1 muerto y varios heridos.
- 10 de julio: en la ciudad de Puebla de Zaragoza, México, se fabrica el último ejemplar del Volkswagen Escarabajo o conocido como "Vocho", tras 81 años de producción e historia.[109]
- 11 de julio: se reporta por primera vez caída de Twitter a nivel mundial.
- 13 de julio: en Puerto Rico: Se convocan las primeras protestas, dando comienzo al Verano del '19.
- 14 de julio: Un terremoto de 7,2 sacude la provincia de Molucas en Indonesia dejando 14 muertos y decenas de heridos.
- 15-23 de julio: IX Edición del Campeonato Mundial Universitario de Debate en Español CMUDE Perú 2019 en la ciudad de Lima, Perú.
- 17 de julio: Un incendio intencionado causa 36 muertos en un estudio de animación en Kioto.
- 19 de julio: Un terremoto de 5,3 sacude Atenas dejando varios heridos.
- 21 de julio: Masacre de San Félix en Venezuela, cuando hombres armados dispararan contra ciudadanos en una parada de bus en San Félix. Hubo siete muertos y tres heridos.
- 23 de julio: Boris Johnson es elegido líder de los conservadores británicos, por delante de su rival, Jeremy Hunt.
- 24 de julio:
  - En Reino Unido, Boris Johnson asume el cargo de primer ministro sucediendo a Theresa May.
  - En Puerto Rico, Ricardo Rosselló renuncia al cargo de gobernador del estado.
  - En la Ciudad de México, se registra un tiroteo en la Plaza Artz, por parte de la mafia israelí, dejando un saldo de 2 personas muertas, 2 heridos y sólo una detenida.[110][111]
- 25 de julio:
  - En Estados Unidos, se restablece la pena de muerte a nivel federal.
  - El asteroide "2019 OK" pasa a tan solo 73.000 kilómetros de la Tierra.
  - En Puerto Rico, a través de un video pregrabado, Ricardo Rosselló anuncia su renuncia efectiva el 2 de agosto.
- 26 de julio: en Lima se inauguran los Juegos Panamericanos de 2019, siendo la XVIII edición realizada y la primera celebrada en Perú.
- 27 de julio: Un terremoto de 6,0 sacude la provincia de Batanes en Filipinas dejando 9 muertos.
- 28 de julio: Egan Bernal, ciclista colombiano, se convierte en el primer corredor latinoamericano en ganar el Tour de Francia.

### Agosto
- 1 de agosto: en Nuakchot, Mohamed Uld Ghazouani jura como presidente de Mauritania para el período 2019-2024.[112][113]
- 2 de agosto:
  - Japón anuncia la eliminación de Corea del Sur de los socios comerciales o lista blanca más preferidos, a partir del 28 de agosto.[114]
  - En Puerto Rico: Se oficializa la renuncia del gobernador Ricardo Rosselló.
  - En Puerto Rico se posesiona como gobernador Pedro Pierluisi.
  - Un terremoto de 6,9 sacude el estrecho de Sunda dejando 8 muertos.
- 3 de agosto: en El Paso, Texas, se produce un tiroteo en un centro comercial causando 23 muertos y 23 heridos.
- 4 de agosto: en Dayton (Ohio) un tiroteo causa 10 muertos y 16 heridos.
- 7 de agosto:
  - En Puerto Rico se hace anulación de juramentación de Pedro Pierluisi como gobernador.
  - En Puerto Rico se posesiona como gobernadora Wanda Vázquez.
  - En Baptist Children's Homes de Carolina del Norte, el presidente y director ejecutivo Michael Blackwell invita al orador invitado Charles Petty a hablar sobre cómo equilibrar el trabajo, la vida y la familia.[115]
- 11 de agosto:
  - En Guatemala se celebró la Segunda Vuelta de las elecciones generales, donde resultó elegido Alejandro Giammattei.
  - En Argentina se celebraron las elecciones PASO.
  - Clausura de los Juegos Panamericanos de 2019 en Lima.
- 12 de agosto: Corea del Sur anuncia la eliminación de Japón de los socios comerciales o lista blanca más preferidos, a partir del 18 de septiembre.
- 17 de agosto: en Kabul, un atentado en una boda causa la muerte de 63 personas y 182 heridos.[116]
- 18 de agosto: 4 muertos y una docena de heridos dejaron graves disturbios en Tegucigalpa luego al ataque del autobús del equipo de Motagua FC previo a su partido contra Olimpia FC a raíz de esto fue suspendido.[117][118]
- 19 de agosto: se inaugura en Jor, Catar, el estadio Al Bayt, sede de la Copa Mundial de Fútbol de 2022, que se construyó en el lugar donde se demolió el antiguo estadio Al Khor.
- 20 de agosto: en Italia, renuncia el primer ministro Giuseppe Conte tras anunciar moción de censura en días anteriores.
- 22 de agosto: en Brasil, Bolivia y Perú se inicia un gran incendio en la región de la Amazonia. El gobierno de Bolsonaro es criticado por no hacer nada al respecto.
- 23 de agosto:
  - Taylor Swift lanza su séptimo álbum titulado Lover.
  - A nivel mundial se regula el uso de WhatsApp a menores de 16 años.
  - En Uruguay rechazan la reelección de Luis Almagro en la OEA.
- 24 de agosto: se inicia la 45.ª Cumbre del G7 en Biarritz (Francia).
- 26 de agosto:
  - En Coyuca de Catalán, Guerrero, México son detenido funcionarios del DIF municipal por transportar armas a la sierra de Guerrero disfrazandolas como despensas.
  - En Coyuca de Catalán y Ciudad Altamirano, México, suceden una serie de tiroteos, donde también hubo quema de autos y asesinato de personas. Es parte de la psicósis que se vive desde días atrás por narcotraficantes del Cártel de Jalisco Nueva Generación en la Tierra Caliente de Guerrero. Se suspenden clases en ambos municipios.
- 28 de agosto:
  - La activista medioambiental Greta Thunberg llega a Nueva York, Estados Unidos tras quince días de travesía en el Océano Atlántico para asistir a una ronda de conferencias en la sede de las Naciones Unidas el 23 de septiembre.
  - Un ataque en un centro nocturno de Coatzacoalcos, Veracruz, México deja al menos 28 muertos y 9 heridos.[119]
- 29 de agosto:
  - En Colombia se rearma las FARC con Iván Márquez y Jesús Santrich. Se acusa al gobierno de Nicolás Maduro de dar apoyo a esa guerrilla.
  - En Colombia, los guerrilleros colombianos 'Iván Márquez', 'Jesús Santrich' y 'El Paisa' apoyan al régimen de Nicolás Maduro.[120]
- 31 de agosto: en el circuito de Spa-Francorchamps, (Bélgica) durante una carrera del Campeonato de Fórmula 2 de la FIA fallece en accidente el piloto francés Anthoine Hubert.

### Septiembre
- 1 de septiembre:
  - El Presidente de México, Andrés Manuel López Obrador, rinde su primer informe de gobierno presidencial en Palacio Nacional acerca de su gestión y los logros en los últimos 9 meses (de diciembre de 2018 hasta agosto de 2019).
  - En las Bahamas el Huracán Dorian toca tierra, con velocidades de viento sostenidas de 185 mph dejando un saldo de 43 muertos y daños materiales.[121][122]
- 2 de septiembre:
  - En la Isla Santa Cruz California ocurre un incendio y naufragio del barco MV Conception falleciendo 33 personas y 55 resultaron heridos, siendo el peor desastre marítimo en California en más de 150 años.[123]
  - En Kabul, un atentado contra un complejo diplomático causa 21 muertos y 119 heridos.[124]
- 4 de septiembre:
  - El papa Francisco visita Mozambique, Mauricio y Madagascar.[125][126]
  - Inicio de las Eliminatorias Africanas a Catar 2022.
  - Hallan el cuerpo sin vida de la exesquiadora y medallista olímpica española Blanca Fernández Ochoa, después de estar 12 días desaparecida
- 6 de septiembre:
  - Muere el expresidente y dictador de Zimbabue Robert Mugabe en Singapur.[127]
- 8 de septiembre: en Madrid, España, fallece el cantante y compositor español Camilo Sesto, a los 72 años.
- 11 de septiembre: se conmemoran 18 años de los atentados terroristas del 11 de septiembre de 2001 perpetrados por Al Qaeda.[128]
- 12 de septiembre: una DANA en el Mediterráneo provoca lluvias torrenciales en la Comunidad Valenciana, Región de Murcia y las provincias de Albacete y Almería, que se prolongan durante varios días, causando el desbordamiento de ríos y ramblas, sobre todo el río Segura que se desbordó en su curso medio y bajo inundando numerosas hectáreas de huerta y ciudades como Orihuela.
- 13 de septiembre: un incendio en el Hospital Badim en Río de Janeiro deja 11 personas muertas y 77 heridos.[129]
- 14 de septiembre: muere el terrorista Hamza bin Laden, hijo del terrorista Osama bin Laden.
- 15 de septiembre:
  - Se celebran elecciones presidenciales de Túnez de 2019 (primera vuelta).
  - Un accidente aéreo en Popayán deja 7 muertos y 2 heridos minutos antes de despegar del aeropuerto.[130]
  - Al menos 36 desaparecidos dejó el naufragio de una embarcación en el Río Congo, cerca de la capital de Kinsasa, 76 personas fueron rescatadas.[131]
- 17 de septiembre:
  - Se realizan las elecciones parlamentarias de Israel de septiembre de 2019.
  - En Monrovia, Liberia un incendio en una escuela deja al menos 29 personas muertas en su mayoría niños.[132][133]
  - Liberan al opositor venezolano Edgar Zambrano tras meses de estar detenido por el gobierno de Maduro.
- 18 de septiembre:
  - Partidos minoritarios de oposición y el gobierno de Nicolás Maduro llegan a un acuerdo para reincorporar a la bancada del Gran Polo Patriótico Simón Bolívar a la Asamblea Nacional de Venezuela.
  - Arabia Saudita acusa a Irán de ataque a centros petroleros.
- 19 de septiembre:
  - En México, se realiza la conmemoración de los terremotos de 1985 y 2017 con el izamiento a media asta de la bandera de México y seguido horas después con un Macrosimulacro nacional de sismo.[134]
  - Muere el exdictador Zine El Abidine Ben Ali de Túnez en Arabia Saudita quien gobernó por veintitrés años.
- 20 de septiembre: comienza la Copa Mundial de Rugby de 2019 en Japón.
- 21 de septiembre:
  - Exigen renuncia de Jovenel Moïse por escasez de combustible en Haití.[135]
  - En Egipto exigen renuncia de Abdelfatah Al-Sisi por presunta corrupción.[136]
  - Colectivos chavistas atacan a seguidores de Juan Guaidó en Venezuela.[137]
  - Protestan en Nicaragua para exigir liberación de presos políticos.[138]
  - Terremoto en Albania de magnitud 5,6 en la escala de Richter dejó 26 personas heridas.[139]
  - En la ciudad de Guararé sur de Panamá, una avioneta cae poco después de despegar dejando 3 muertos, el piloto y 2 pasajeros.[140]
- 23 de septiembre:
  - Se produce la quiebra de la compañía británica Thomas Cook, la operadora turística más antigua fundada en 1845.[141]
- 24 de septiembre:
  - La líder de la Cámara de Representantes de Estados Unidos Nancy Pelosi inicia un Primer proceso de destitución de Donald Trump contra el presidente de Estados Unidos.
  - Un terremoto de 5,4 en Pakistán dejan 40 muertos y más de 800 heridos.[142]
- 26 de septiembre: terremoto de 6,5 en Indonesia deja 41 muertos y 1.500 muertos.
  - Terremoto en Turquía de magnitud 5,8 en escala de Richter. No se reportan muertos ni heridos.
  - Terremoto en Chile de magnitud 6.1 en escala de Richter, no se reportan muertos ni heridos.
  - En la región de Pune (India) las fuertes lluvias han dejado 11 muertos y 28.000 evacuados.[143]
- 28 de septiembre:
  - Elecciones presidenciales de Afganistán de 2019.
  - En México, un accidente en una montaña rusa causa 2 muertos y 2 heridos.[144]
  - Fallece a los 71 años de edad el intérprete mexicano José José.
- 29 de septiembre:
  - Un fuerte terremoto de 7.2 grados en escala de Richter sacude el centro y sur de Chile.[145]
  - Se celebran elecciones generales de Austria.
- 30 de septiembre:
  - En Perú, el presidente Martín Vizcarra disuelve constitucionalmente el Congreso de la República tras ser negada de facto por segunda vez una cuestión de confianza solicitada.[146]
  - En Lima, y otras ciudades de Perú, se realizan multitudinarias marchas en apoyo a la disolución del Parlamento Peruano.

### Octubre
- 1 de octubre:
  - En Taiwán un puente se derrumba sobre un río luego de que un camión pasara sobre el, se contabilizan 10 heridos.
  - Se produce la fuga de Aída Merlano en un consultorio odontológico en el norte de Bogotá.
  - En Pekín se celebra un desfile militar y cívico en celebración del 70.° aniversario de la República Popular China.
- 3 de octubre:
  - En el cielo de la Tierra se aprecia el asteroide FT3, el cual pasa a 12 mil kilómetros de distancia de la atmósfera terrestre.
  - En Ecuador, el presidente Lenín Moreno decreta un estado de excepción en medio de las protestas por el alza de precios del combustible.
  - En Irak inician protestas por corrupción en el país.
- 6 de octubre:
  - Se celebran elecciones legislativas en Túnez.
  - Se celebran elecciones parlamentarias en Portugal.
  - En la República Dominicana se celebran las elecciones internas de los partidos políticos.[147]
  - En Canterbury, Reino Unido, fallece a los 80 el baterista de la banda Cream, Ginger Baker.
- 8 de octubre:
  - En la zona de Santa Fe en la Ciudad de México ocurre un accidente donde un camión choca con un autobús y otros automóviles, resultando con un saldo de 15 heridos.
  - En Halle, Alemania sucede un atentado a una sinagoga judía en el marco de la fiesta del Yom Kipur, resultando 2 muertos.
- 12 de octubre:
  - En Ecuador el gobierno de Lenín Moreno acusa al expresidente Rafael Correa y a Nicolás Maduro de tramar un golpe de Estado.
  - En Quito, Ecuador se decreta toque de queda tras las intensas manifestaciones.
- 13 de octubre:
  - Elecciones presidenciales de Túnez (segunda vuelta).
  - Se celebran elecciones generales en Polonia.
  - En Ecuador cesan las protestas después de la derogación del decreto que el gobierno hizo, tras mantener un diálogo con los pueblos indígenas.
  - La judoca argentina Candela Infante sale campeona nacional por primera vez.
- 14 de octubre: protestas en Cataluña por el juicio a independentistas catalanes en España.
- 15 de octubre: se celebran elecciones presidenciales y legislativas en Mozambique donde resultó ganador Filipe Nyussi y fue reelegido.
- 16 de octubre:
  - En Haití exigen la renuncia de Jovenel Moïse.
  - Se produce un fuerte terremoto de 6,4 en Filipinas, no se reportan daños o víctimas.
- 17 de octubre:
  - En Honduras exigen renuncia de Juan Orlando Hernández por el caso de apoyo a su campaña por parte del narcotráfico.
  - En Sinaloa, México, se registran varios hechos de violencia por parte del narcotráfico, el cual deja un saldo de 8 muertos, 16 heridos y 51 reos evadidos, además se reportó la detención del hijo del Chapo Guzmán, Ovidio Guzmán, el cual fue liberado poco tiempo después.[148]
  - Inician protestas en Líbano por los impuestos progresivos hacia servicios de redes sociales digitales dado por el gobierno ante la crisis económica de Líbano de 2017.
- 18 de octubre:

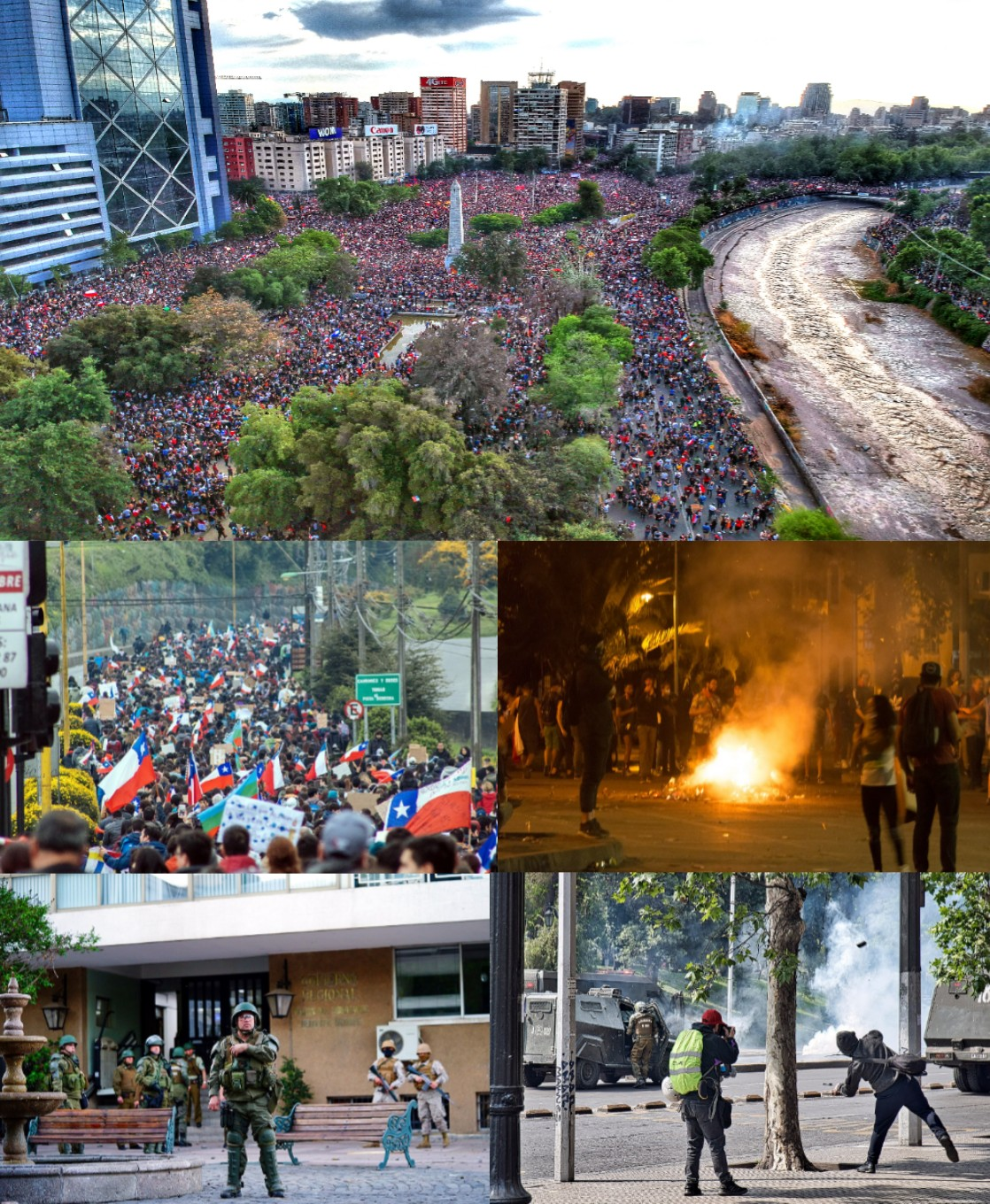
Estallido social en Chile.

- - En Chile, la capital Santiago, es foco de manifestaciones por la alza de precios en el transporte público (Red Metropolitana de Movilidad, Metrotren Nos y Metro de Santiago), evento que posteriormente se conocería como Estallido social y desencadenarían protestas en todo el país.
  - Se producen importantes disturbios en Barcelona, España, resultando un balance de 102 heridos y 27 detenidos.
  - En Nueva York, Estados Unidos fue declarado culpable el hermano del presidente de Honduras, Juan Orlando Hernández, Antonio Hernández por nexos con el narcotráfico y hubo protestas por la declaración del presidente rechazando esta condena.
  - En Veracruz, México los jugadores del club Veracruz protestaron por la falta de pagos, no jugando durante tres minutos en el partido ante Tigres por el Torneo Apertura de Liga. Además el visitante anotó dos goles, generando indignación entre los aficionados.
- 19 de octubre:
  - En Chile, el presidente Sebastián Piñera declara el estado de emergencia tras lasfuertes protestas por las alzas de los pasajes del transporte público iniciadas el día anterior. Inicia una oleada de protestas en otras ciudades Santiago y otras ciudades. Se declara toque de queda en la capital Santiago, Valparaíso y Concepción, las tres ciudades más pobladas del país.
- 20 de octubre:
  - Elecciones generales de Bolivia de 2019.
  - Se celebran elecciones federales en Suiza.
  - En San Luis Potosí, México el partido entre Atlético de San Luis y Querétaro fue suspendido al minuto 85, debido a la violencia que se presentó en las gradas del Estadio Alfonso Lastras Ramírez, entre las barras de ambos equipos.
  - En Chile se declara toque de queda en Arica, Iquique y Antofagasta.

- 21 de octubre:

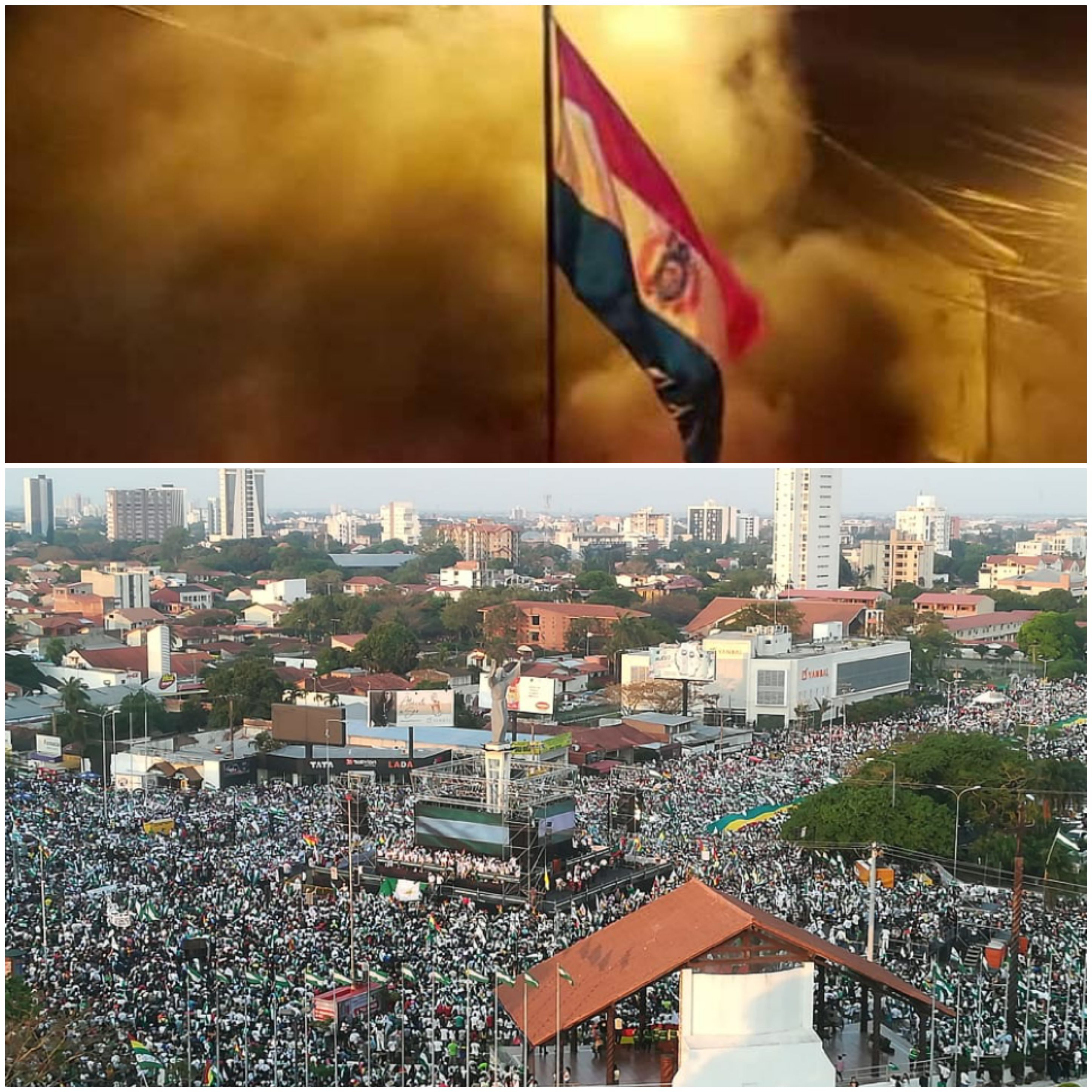
Protestas en Bolivia tras las presuntas irregularidades en las elecciones nacionales 2019.

  - En Bolivia inician protestas tras conocerse el resultado electoral que exonera la segunda vuelta y declara reelecto por cuarta vez a Evo Morales.
  - Se celebran elecciones federales en Canadá, donde Justin Trudeau es reelecto.
  - En Chile se declara toque de queda en La Serena, Copiapó, Los Ángeles, Chillán, Valdivia y en la totalidad de la Región de Valparaíso, la Región Metropolitana de Santiago y la Región del Bio Bio.
- 23 de octubre:
  - En Essex, Inglaterra, son hallados los cadáveres de 39 inmigrantes vietnamitas muertos por asfixia dentro de un camión.[149]
  - En Uruguay se realizan marchas contra las reformas constitucionales del Gobierno de Tabaré Vázquez.
- 24 de octubre: se realiza la Exhumación de Francisco Franco en España autorizado por el presidente Pedro Sánchez.
- 25 de octubre:
  - El viento Santa Ana en los estados de Baja California, México y California, Estados Unidos se produce una serie de incendios forestales en distintos puntos de los estados, provocando un corte de electricidad y cobrando la vida de más de 50 víctimas en ambos estados. Se declara estado de emergencia tanto en el estado mexicano como en el estadounidense.
  - En Chile, en el marco de las protestas sociales se lleva a cabo la marcha más grande de chile, movilización social que tuvo una convocatoria de 1,2 millones de personas en Santiago.
- 26 de octubre:
  - Muere el terrorista y líder de Estado Islámico, Abu Bakr al-Baghdadi, en Siria.
  - El cadáver de Francisco Franco es trasladado desde el Valle de los Caídos al cementerio de Mingorrubio.
  - Se celebran elecciones legislativas en Argentina.
- 27 de octubre:
  - Se celebraron elecciones presidenciales de Argentina de 2019, donde resultó elegido Alberto Fernández.
  - En Colombia, se celebran elecciones regionales y municipales. En Bogotá gana las elecciones locales de Bogotá de 2019 la exsenadora Claudia López Hernández con un total de 1.108.541 votos equivalentes al 35,21% quién asumirá el cargo como la primera Alcaldesa de Bogotá con un período de 4 años comprendido entre el 1 de enero de 2020 y el 31 de diciembre de 2023.
  - En Uruguay se celebran elecciones nacionales presidenciales para el periodo 2020-2025 (primera vuelta).
- 30 de octubre: en Líbano el primer ministro Saad Hariri renuncia a su cargo debido a las masivas protestas por los impuestos progresivos hacia servicios de redes sociales
- 31 de octubre: en Japón el Castillo Shuri sufre un incendio destruyendo completamente seis edificios del complejo, y un total de 4200 m2 (metros cuadrados).

### Noviembre
- 5 de noviembre: en México asesinan a 9 miembros de una familia de mormones de nacionalidad estadounidense en un violento ataque que se sospecha podría haber sido perpetrado por sicarios del crimen organizado.
- 8 de noviembre: en Brasil otorgan libertad al expresidente Luiz Inácio Lula da Silva.
  - Un terremoto de 5,9 sacude la provincia iraní de Azerbaiyán Oriental.
- 9 de noviembre: Independiente del Valle grita campeón al derrotar 3-1 a Club Atlético Colón en Asunción.
- 10 de noviembre:
  - En España se celebran nuevamente elecciones generales.
  - Evo Morales renuncia a la presidencia de Bolivia, tras las protestas que se habían intensificado a raíz de la confirmación de fraude electoral.
  - En Rumania se celebran elecciones presidenciales (primera vuelta).
- 11 de noviembre: 
  - Tránsito de Mercurio
  - Dimite Albert Rivera, el líder del partido político español Ciudadanos.[150]
- 12 de noviembre: Evo Morales se exilia en México, después de su renuncia a la presidencia de Bolivia, a causa de las protestas en su contra.
- 12 de noviembre: Tras 2 días de vacío de poder, Jeanine Añez asumió la presidencia de Bolivia con el propósito de pacificar el país y llamar a nuevas elecciones.
- 13 de noviembre: en Venecia, Italia suceden inundaciones que afectan gran parte de la ciudad dañando estructuras arquitectónicas y obras de arte del Renacimiento, como también edificios gubernamentales e Iglesias como la Basílica de San Marcos. El agua se registra con una altura de 194 centímetros.
- 14 de noviembre: en Estados Unidos se entrega los 20.ª de los Premios Grammy Latinos.
- 15 de noviembre: 
  - Bolivia rompe relaciones con Venezuela tras asunción de Jeanine Añez como presidente de Bolivia.
  - En Chile se firma un Acuerdo por la Paz y una Nueva Constitución, llamando a realizar un plebiscito en nacional en 2020.
- 16 de noviembre:
  - Se celebran elecciones presidenciales en Sri Lanka.
  - En Venezuela se realizan nuevas protestas para exigir la salida de Nicolás Maduro.
- 17 de noviembre Se registra el primer caso de un nuevo misterioso coronavirus en Wuhan, China y en el mundo.
- 19 de noviembre: en Chiapas, México ocurre un sismo a las 22:27 hora local, de magnitud de 6.4 grados, en la escala abierta de Richter. El epicentro se localizó 111 km al suroeste de México, sin dejar heridos.[151]
- 20 de noviembre: en México se vuelve a realizar el desfile conmemorativo de la Revolución Mexicana, luego de que se cancelara 5 años consecutivos (desde 2014).
- 20-26 de noviembre: el Papa Francisco inicia viajes hacia Tailandia y Japón, donde visita Bangkok, Tokio, Hiroshima y Nagasaki.[152]
- 21-22 de noviembre: en Colombia se realiza un paro nacional con protestas, cacerolazos, disturbios y actos vandálicos en múltiples ciudades del país. Como medida, el presidente Iván Duque decretó toque de queda en Bogotá, Cali y otros pocos municipios del país.[153]
- 23 de noviembre: el Flamengo es campeón por segunda vez en su historia de la Copa Libertadores al derrotar 2-1 a River Plate en Lima
- 24 de noviembre:
  - Se celebró en Polonia la 17.ª edición de Eurovision Junior.
  - En Uruguay, Luis Lacalle Pou es electo presidente del Uruguay, tras vencer en segunda vuelta a Daniel Martínez en los comicios.[154]
  - En Rumania se celebran elecciones presidenciales (segunda vuelta).
  - En Goma, en el noreste de la República Democrática del Congo un avión se estrella dejando un saldo de 29 muertos y 16 heridos.[155]
- 25 de noviembre:
  - En Perú con 4 votos a favor y 3 en contra, el Tribunal Constitucional anula la prisión preventiva de 18 meses[156] de la excandidata presidencial Keiko Fujimori, quien es investigada por presunto lavado de activos y omisión de información de aportes de empresas durante la campaña del 2011.
  - En la Ciudad de México una nueva marcha feminista termina en actos vandálicos, dañando estaciones de transporte y monumentos como el Hemiciclo a Juárez.[157]
  - En las protestas en Colombia, es asesinado un estudiante de universidad llamado Dilan Cruz por el ESMAD.
- 26 de noviembre:
  - Un fuerte terremoto de 6,4 sacude Albania, dejando un saldo de 51 personas fallecidas, 3.000 heridos, y cuantiosos daños materiales. El sismo fue sentido también en Bosnia y Herzegovina, Croacia, Serbia, Kosovo, Montenegro, Macedonia del Norte, Grecia, Italia y Bulgaria.[158]
  - Un grupo de mujeres feministas crean un performance en manera de protesta contra la violencia de género en Chile, llegando a repetirse en otras ciudades en México, Argentina, España, Perú, Bolivia, Colombia, Ecuador, Francia, Reino Unido, Uruguay, Guatemala, Costa Rica, Alemania, El Salvador, República Dominicana, Paraguay y Estados Unidos.[159]
- 28 de noviembre: se produce por cuarta vez en el año una caída de las redes sociales Facebook e Instagram a nivel mundial.
- 29 de noviembre: un ataque terrorista con arma blanca deja dos muertos y tres heridos en el Puente de Londres.[160]
- 30 de noviembre: en la Ciudad de México se realiza el festival Knotfest con sede en el Deportivo Oceanía. Dicho festival estaría encabezado por las bandas Evanescence y Slipknot, pero al presentar problemas de logística, en una de las vallas de protección y la falta de personal de seguridad, la organizadora del evento cancela el festival provocando el descontento de los asistentes, dañando el escenario principal y quemando los instrumentos de las bandas musicales.[161]

### Diciembre
- 1 de diciembre: en Estados Unidos al menos 11 personas resultan heridas en Canal Street, en las afueras del Barrio Francés de Nueva Orleans tras un tiroteo con armas de fuego.[162]
- 5 de diciembre:
  - La aerolínea colombiana Avianca cumple 100 años, siendo la segunda más antigua después de la aerolínea holandesa KLM, sin embargo Avianca es la aerolínea que ha volado más tiempo sin parar, KLM detuvo sus operaciones durante la Segunda Guerra Mundial.
  - En Estados Unidos se registra un robo a una joyería en el condado de Miami Dade, que termina con un saldo de 4 muertos, incluido los atacantes.[163]
- 6 de diciembre: en Dominica se celebran elecciones generales.
- 7 de diciembre: En Bougainville se realizó un Referéndum para obtener la independencia de Papúa Nueva Guinea el cual con el 98.31% de los votos estuvieron a favor de la independencia la cual estará programada para el año 2027.[164]
  - En Colombia Se transmitió el último partido del Fútbol Profesional Colombiano por Televisión Abierta.
- 8 de diciembre:
  - En Atlanta, Estados Unidos se lleva a cabo la 68.° edición del certamen Miss Universo donde resulta ganadora Zozibini Tunzi de Sudáfrica.
  - En Chicago, Estados Unidos fallece el cantante y rapero Jarad Higgins, conocido como Juice Wrld después de tener una convulsión en el aeropuerto de la ciudad.
  - En Woodstock, Estados Unidos fallece Caroll Spinney, el titiritero que dio vida a uno de los personajes principales de la serie Barrio Sésamo (en su versión estadounidense), llamado Big Bird y a otros personajes como Oscar el gruñón. Falleció a causa una enfermedad que debilitaba la movilidad.
  - En Nueva Jersey, Estados Unidos, fallece el economista Paul Volcker, el presidente de la FED que derrotó la inflación en Estados Unidos.
  - En Bogotá, Colombia sucede un Canto x Colombia en el marco del Paro Nacional en contra del gobierno de Iván Duque.
  - El Cruzeiro Esporte Clube de Brasil desciende por primera vez en su historia al Campeonato Brasileño de Serie B.[165]
- 9 de diciembre:
  - En Nueva Zelanda el volcán Whakaari, situado en el centro de una isla deshabitada al norte del país, entró en erupción de manera abrupta a las 14:11 hora local dejando un saldo preliminar de 22 muertos y 25 heridos.[166]
  - En el sur de Chile desaparece un avión militar chileno con 38 personas a bordo cuando se dirigía a la Antártida. Al día siguiente se informó que la aeronave se estrelló en el mar, provocando el deceso de todos sus ocupantes, que incluía a personal militar y algunos civiles.[167][168]

- 10 de diciembre: 

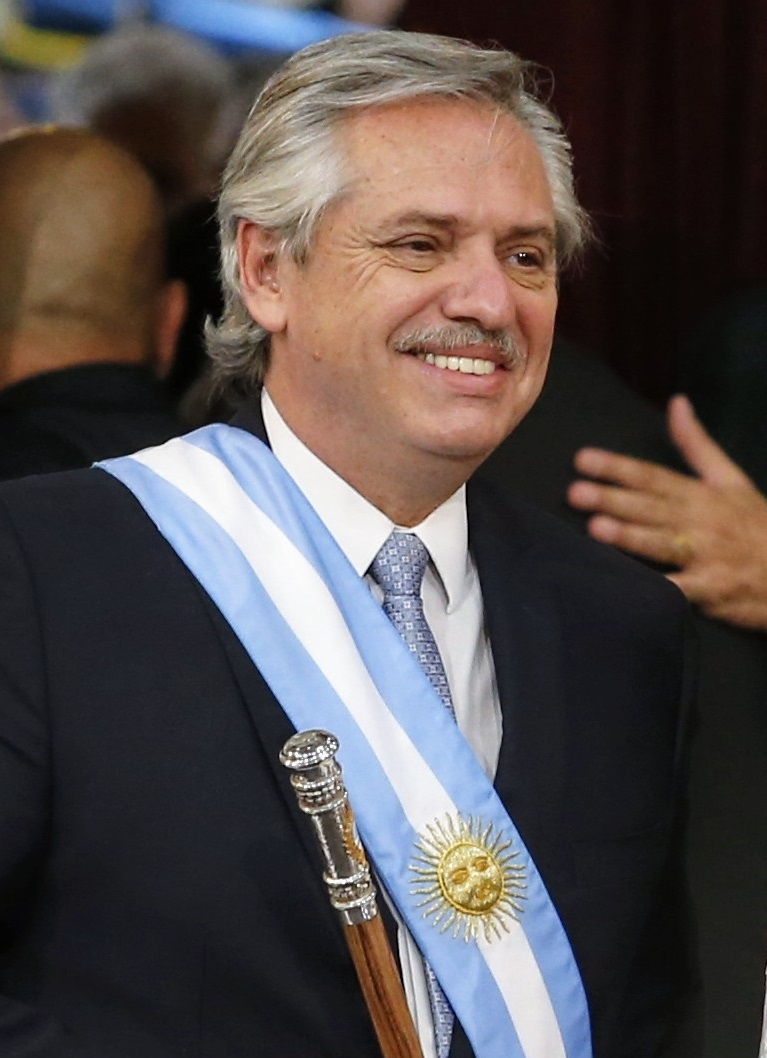
Alberto Fernández, Presidente de Argentina 2019-2023.

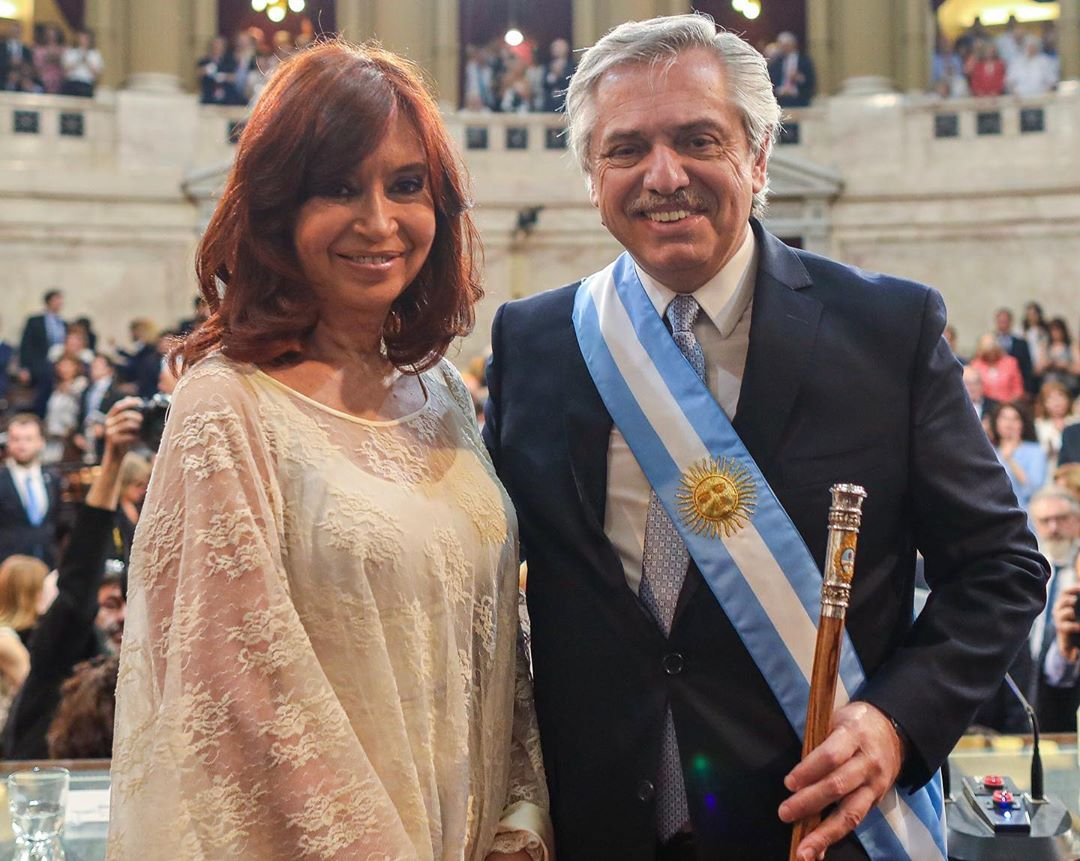
El presidente y vicepresidente argentinos electos en la ceremonia de Asunción Presidencial de Alberto Fernández (2019).

  - En Argentina, Alberto Fernández y Cristina Fernández asumen como Presidente y Vicepresidente de la Nación, tras haber sido electos como tales en las Elecciones presidenciales del 27 de octubre del mismo año, con el 48,2% de los votos para la lista del Frente de Todos.
  - Alberto Fernández asume como Presidente de Argentina.
- 11 de diciembre:
  - Fallece el guerrillero colombiano Fabio Vásquez, quien era fundador del ELN.
  - En Chile se aprueba la acusación constitucional contra el ministro del interior Andrés Chadwick.
- 12 de diciembre:
  - En Argelia se celebran elecciones presidenciales de Argelia tras renuncia en abril de Abdelaziz Bouteflika por protestas en su contra.
  - En Reino Unido se celebran elecciones generales, anunciadas en noviembre pasado por el primer ministro Boris Johnson.
  - En Colombia un atentado con coche bomba cerca de una base militar deja tres soldados heridos.
- 15 de diciembre: Un terremoto de 6,8 sacude Filipinas dejando 13 muertos y más de 200 heridos.
- 17 de diciembre: en Asunción, Paraguay se realiza el sorteo de la Copa Libertadores 2020 y de las Eliminatorias Sudamericanas a Catar 2022.
- 18 de diciembre: en Bolivia, el gobierno interino emite una orden de arresto contra Evo Morales.[169]
- 19 de diciembre: en España el FC Barcelona conmemora los 10 años de su máximo logro deportivo y referencia mundial: el sextuplete.
- 20 de diciembre:
  - En Colombia se inaugura el Nuevo Puente Pumarejo en Barranquilla, Atlántico, siendo uno de los puentes más anchos de América Latina.[170]
  - En Estados Unidos se funda la Fuerza Espacial de los Estados Unidos, una rama de las Fuerzas Armadas de los Estados Unidos dedicada a la guerra espacial.[171][172]
  - En Honduras se registra un motín que termina con 18 presos muertos en un tiroteo en la cárcel de Tela, situada en el Caribe de Honduras, a un día de que una junta interventora tomara el control del sistema penitenciario.[173]
- 21 de diciembre: 
  - un accidente de tráfico en el departamento de Zacapa, Guatemala deja al menos un saldo de 21 personas fallecidas.
  - en Venezuela, se destapa en el seno de la Asamblea Nacional la Operación Alacrán que busca evitar la reelección de Juan Guaidó a la presidencia de la Asamblea.[174][175]
- 22 de diciembre:
  - En Croacia se celebran elecciones presidenciales (primera vuelta).
  - Se declara ganador en las elecciones presidenciales de Afganistán a Ashraf Ghani Ahmadzai.
- 24 de diciembre: en Colombia suceden dos sismos de magnitudes 6.2 y 5.7 grados en escala de Richter con epicentro en el departamento de Meta.
- 24-25 de diciembre: en la Ciudad de México el mercado de La Merced sufre un incendio que consume más de 600 locales, 2 muertos y varios heridos. El incendio ocurre unos pocos días después del incendio de otro mercado importante de la ciudad como lo fue el mercado de San Cosme.
- 25 de diciembre: en Chile ocurre una serie de incendios forestales en la región de Valparaíso.
- 26 de diciembre: eclipse solar anular visible en el sur de Asia.
- 28 de diciembre: un atentado en Mogadiscio, Somalia, causa 94 muertos y cien heridos.[176]
- 31 de diciembre:
  - En Zacatecas, México, se registra una riña en el penal de Cieneguillas dejando un saldo de 16 muertos y 5 heridos.[177]
  - China informa a la OMS de una nueva enfermedad coronavirus en Wuhan, China[178]

## Deporte

### Multideportivo
- 14-23 de marzo: Juegos Suramericanos de Playa en Argentina.
- 16-19 de mayo: Campeonato Europeo de Gimnasia Rítmica de 2019  en Bakú (Azerbaiyán).[179]
- 23 de mayo: 22.ª Edición de la Copa Mundial de Fútbol Sub-20 de 2019 en Polonia.
- 21-30 de junio: Juegos Europeos en Bielorrusia.
- 7-20 de julio: Juegos del Pacífico en Samoa.
- 26 de julio-11 de agosto: Juegos Panamericanos en Perú.
- 19-31 de agosto: Juegos Panafricanos en Marruecos.
- 23 de agosto-1 de septiembre: Juegos Parapanamericanos en Perú.
- 27 de septiembre-6 de octubre: 17.ª edición del Campeonato Mundial de Atletismo en Catar.
- 22-30 de noviembre: Juegos Bolivarianos de Playa en Venezuela.
- 30 de noviembre-15 de diciembre: Campeonato Mundial de Balonmano Femenino en Japón.

### Baloncesto
- 31 de agosto-15 de septiembre: Copa Mundial de Baloncesto en China.

### Fútbol
- Sorteo de la fase clasificatoria para la Copa Mundial de Fútbol de 2022, en Catar.
- 5 de enero-1 de febrero: Copa Asiática en Emiratos Árabes Unidos.
- 7 de junio-7 de julio: Copa Mundial Femenina de Fútbol de 2019 en Francia.
- 14 de junio-7 de julio: Copa América en Brasil.
- 15 de junio-7 de julio: Copa de Oro de la Concacaf en Estados Unidos.
- 21 de junio-19 de julio: Copa Africana de Naciones en Egipto.
- Clasificación de CAF para la Copa Mundial de Fútbol de 2022
- Clasificación de AFC para la Copa Mundial de Fútbol de 2022
- Copa Mundial de Fútbol Sub-20 de 2019
- Copa Mundial de Fútbol Sub-17 de 2019
- Campeonato Sudamericano de Fútbol Sub-20 de 2019
- Campeonato Sudamericano de Fútbol Sub-17 de 2019

### Rugby
- 20 de septiembre-2 de noviembre: Copa Mundial de Rugby en Japón.

### Fútbol americano
- 3 de febrero: Super Bowl LIII, en Atlanta, Georgia (Estados Unidos).

### Lucha libre profesional
- Wrestle Kingdom 13, el 4 de enero en el Tokyo Dome de Bunkyō, Tokio.
- WrestleMania 35, el 7 de abril en el MetLife Stadium de East Rutherford, Nueva Jersey.
- Triplemanía XXVII, el 3 de agosto en la Arena Ciudad de México de Ciudad de México, México.

## Televisión
- 18 de enero: se estrena la serie de televisión de Netflix, Carmen sandiego
- 21 de enero: se estrena el episodio final de la serie de televisión de Cartoon Network, Steven Universe.
- 16 de mayo: después de 12 años en emisión, se estrena el episodio final de la serie de televisión, The Big Bang Theory.
- 19 de mayo: se emite el episodio final de la serie de televisión de HBO, Game of Thrones.
- 19 de mayo: se emite el episodio final de la serie de televisión de Disney XD, Star vs. the Forces of Evil.
- 30 de mayo: el canal ecuatoriano TC Televisión cumple sus 50 años de estar transmitiendo para Ecuador.
- Vigésima sexta temporada y la primera serie a manos de Hasbro, Power Rangers Beast Morphers.
- Octava y última temporada de Juego de tronos (HBO).
- Novena temporada de American Horror Story (FX).
- Parte 3 de La Casa de Papel (Netflix).
- Tercera temporada de Stranger Things (Netflix)
- 4 y última temporada de Club de Cuervos (Netflix).
- Segunda Temporada de Las muñecas de la mafia (Caracol Televisión).
- Segunda Temporada de Una Familia de 10.
- 2 de septiembre: se estrena la película de Steven Universe, Steven Universe "the Movie".
- 28 de octubre: Se estrena el primer episodio de Hazbin Hotel
- Primera Temporada de Batwoman (CW) y (HBO España).
- Octava y última Temporada de Arrow (Warner Bros) y (The CW).
- Quinta Temporada de Supergirl (The CW) y (CBS).
- Sexta Temporada de The Flash (The CW).
- 7 de diciembre: nueva Serie "Epílogo Limitada" Steven Universe Future (Cartoon Network).
- 12 de noviembre: nueva serie The Mandalorian (Disney+).
- 29 de noviembre: Final de la serie de O11CE (Disney XD) y (Disney Channel).

## Cine
- 1917
- A Beautiful Day in the Neighborhood
- Ad Adstra
- After: Aquí empieza todo
- Aladdin
- Alita: Battle Angel
- American Factory
- Annabelle Comes Home
- Avengers: Endgame
- Better Days
- Canción sin nombre
- Capitana Marvel
- Chicos buenos
- Cómo entrenar a tu dragón 3
- Downton Abbey
- Dumbo
- El faro
- El hoyo
- El irlandés
- El rey león
- El sol que abrasa
- Fighting with My Family
- Ford v Ferrari
- Frozen 2
- Gemini Man
- Glass
- Godzilla: Rey de los monstruos
- Historia de un matrimonio
- Honeyland
- It: Capítulo Dos
- John Wick: Chapter 3 - Parabellum
- Jojo Rabbit
- Joker
- Klaus
- Knives Out
- La Llorona
- Les Misérables
- Ma
- Midsommar
- Mujercitas
- Once Upon a Time in Hollywood
- Parásitos
- Perdí mi cuerpo
- Pokémon: Detective Pikachu
- Rocketman
- ¡Shazam!
- Spider-Man: lejos de casa
- Star Wars: Episodio IX - El ascenso de Skywalker
- Steven Universe: La película
- Terminator: Dark Fate
- The Farewell
- The Souvenir
- Toy Story 4
- UglyDolls: Extraordinariamente feos
- Diamantes en bruto
- Nosotros
- El tiempo contigo
- Ya no estoy aquí
- Yesterday
- Zombieland: Double Tap

## Videojuegos
- Capcom lanza los videojuegos Resident Evil 2 Remake y Devil May Cry 5.
- Lanzamiento de Mortal Kombat 11 para Nintendo Switch, Xbox One, PlayStation 4 y Windows.
- Sale a la venta el videojuego New Super Mario Bros. U Deluxe para Nintendo Switch.
- Se lanza Jump Force para PlayStation 4, Xbox One, PC y posteriormente para Nintendo Switch en 2020
- Crystal crisis (PS4, Switch, Windows, Xbox One)
- Sale para las plataformas Xbox One y PlayStation 4 de parte de Disney con Square Enix Kingdom Hearts III.
- El 1 de octubre Activision lanza el videojuego Call of Duty: Mobile
- Activision el 25 de octubre lanza a la venta el videojuego Call of Duty: Modern warfare 2019
- Nintendo lanza el 31 de octubre Luigi's Mansion 3 para Nintendo Switch.
- Se lanzan como contenido descargable para Super Smash Bros. Ultimate: Joker de Persona 5, el héroe de Dragon Quest, Banjo y Kazooie y Terry Bogard de Fatal Fury.
- Sale a la venta el 1 de noviembre Mario y Sonic en los Juegos Olímpicos Tokio 2020 para Nintendo Switch.
- Se lanza Death Stranding para PlayStation 4.
- Sale a la venta Ring Fit Adventure para Nintendo Switch.
- Salen a la venta dos videojuegos de Pokémon: Pokémon Espada y Pokémon Escudo.
- Nintendo lanza el 28 de junio Super Mario Maker 2 para Nintendo Switch.
- Se lanza Untitled Goose Game para Nintendo Switch, Xbox One, PlayStation 4 y Windows.
- EA y Respawn Entertainment lanzan Apex Legends, videojuego que le empezó a hacer competencia a Fortnite.[180]
- Nintendo lanza Fire Emblem: Three Houses para Nintendo Switch.
- Sale a la venta el 21 de mayo Team Sonic Racing juego de carreras para Xbox One, PlayStation 4, Nintendo Switch y PC.
- Steel Wool Studios lanza junto con Scott Cawthon Five Nights at Freddy's: Help Wanted
- Nintendo lanza la Nintendo Switch Lite, una videoconsola portátil.
- Se lanza el último videojuego para la consola Nintendo Wii Just Dance 2020 de Ubisoft.
- Sale a la venta el videojuego Yoshi's Crafted World para Nintendo Switch.
- Devolver Digital junto con DeadToast lanzan My Friend Pedro el 16 de julio para PC y Nintendo Switch.
- Nintendo lanza Mario Kart Tour para dispositivos de iOS y Android.
- Nintendo lanza Dr. Mario World para dispositivos de iOS y Android.
- EA Sports lanza el videojuego FIFA 20 para Nintendo Switch, Xbox One y PlayStation 4.
- Sekiro: Shadows Die Twice gana el premio al mejor videojuego del año en The Game Awards 2019.[181]
- Electronic Arts y Respawn Entertainment lanzan Star Wars Jedi: Fallen Order, para Xbox One, PlayStation 4 y PC el 15 de noviembre.

## Cultura y ficción
- Los acontecimientos de la película Blade Runner transcurren en noviembre de 2019.
- Los acontecimientos del manga Akira y la película homónima transcurren en 2019.
- Los acontecimientos en el videojuego Tom Clancy's Ghost Recon Wildlands transcurren en 2019.
- Los acontecimientos de la serie original de Netflix Dark transcurren en este año.
- Los acontecimientos de la película La isla transcurren en este año.
- Los acontecimientos del cómic The True Life Of the Fabulous Killjoys (Killjoys) transcurren en este año
- Según el manga Dr. Stone, en este año, una extraña luz envuelve a la Tierra y causa que únicamente humanos y golondrinas se conviertan en piedra, causando el fin de la era moderna.
- Según la serie Hazbin Hotel, en el año 2019 se realizaron las purgas anuales, fecha en la cual Charlotte obtiene inspiración para el proyecto del Hotel de rehabilitación para la redención al cielo